# 大众高尔夫
大众高尔夫（Volkswagen Golf）是由德国福斯汽車生產的小型家庭轎車，自1974年推出並銷往世界各地至今，已經經歷八代車款。前輪驅動的高尔夫，是大众汽車成功取代金龜車的後繼車種。截至2007年為止，已生產了超過2500萬輛，史上全球销量累计第三。
車款命名自德语单词，意即湾流，与高爾夫球（Golf）运动无关。大众公司惯用风的名字为车型命名，如帕萨特（Passat）为热带信风，捷达（Jetta）为大西洋高速气流，宝来（Bora）为亚得里亚海的布拉风，尚酷（Scirocco）为西洛可风，波罗（Polo）为极地风等等。
Golf在不同市場有著不同的車款名稱，在美國和加拿大名為“兔子”（Rabbit，分别代表高尔夫Mk1和Mk5），在墨西哥則稱為“加勒比”（Caribe，高尔夫Mk1）。
多數高尔夫是三門掀背型的車款。其它的車款包括五門掀背、旅行車款(1993年開始生產的Variant)、雙座敞篷车款（1997～2002年生產的Cabriolet和Cabrio）和衍生的五門三廂款（又稱為Jetta，Vento或是Bora(始于1979年)。丰富的車款满足了不同用户從入门代步车到高性能车的多种需求。
从Mk1开始，每代高尔夫都会推出一款高性能版本，称为GTI（義大利語：Gran Turismo Iniezione，意为“壮游车燃喷系统”），起先这是一款限量车，从Mk2起变为量产车。

## 第1代 (A1/Typ 17, 1974-1983)
早在1970年代，福士甲蟲車經歷過黃金時期後，銷量有所下跌。於是福士車廠開發一款全新車型作替代品，並找來了意大利設計-喬治亞羅公司，負責新車設計。
1974年5月，福斯推出第一代Golf，具備現代化的前輪驅動，以逐步取代暢銷多年的福斯金龜車。衍生的車款包括1976年6月推出的Golf GTI、同年9月的柴油版、1979年10月的Jetta、1980年1月的Cabriolet，甚至小貨車型的Caddy。所有這些車款都深受市場歡迎，唯一的技術瑕疵是右駕版車型的手煞車位置，因為右駕版的手煞車位置與左駕版相同，原因是福斯當時並沒有想將Golf銷售到海外。
Golf MK1在美國與加拿大的名稱是Rabbit，在墨西哥稱為Caribe。另外有個南美洲的版本Citi Golf從1984年開始生產直到2009年8月21日。

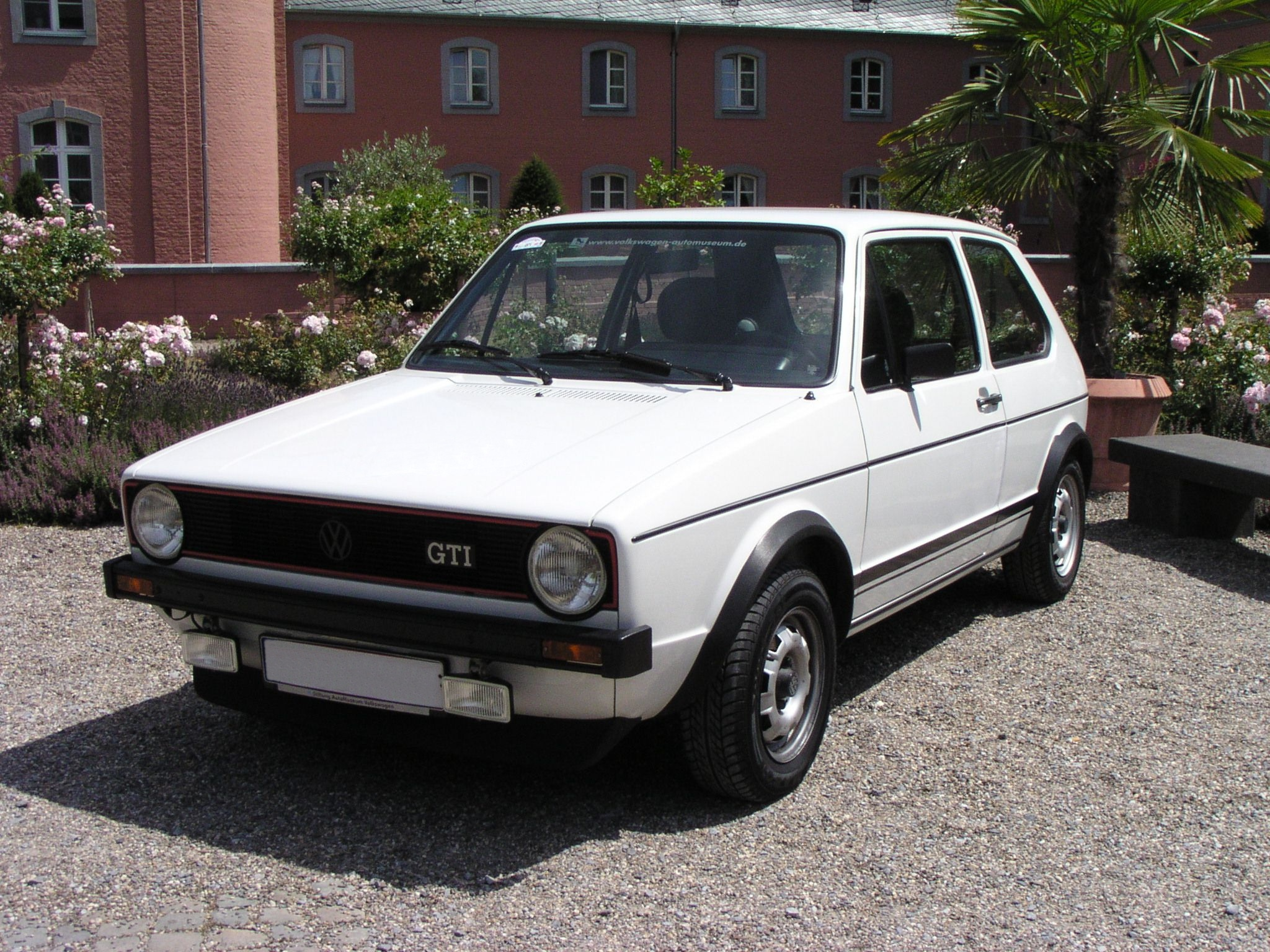
第一代Golf GTI
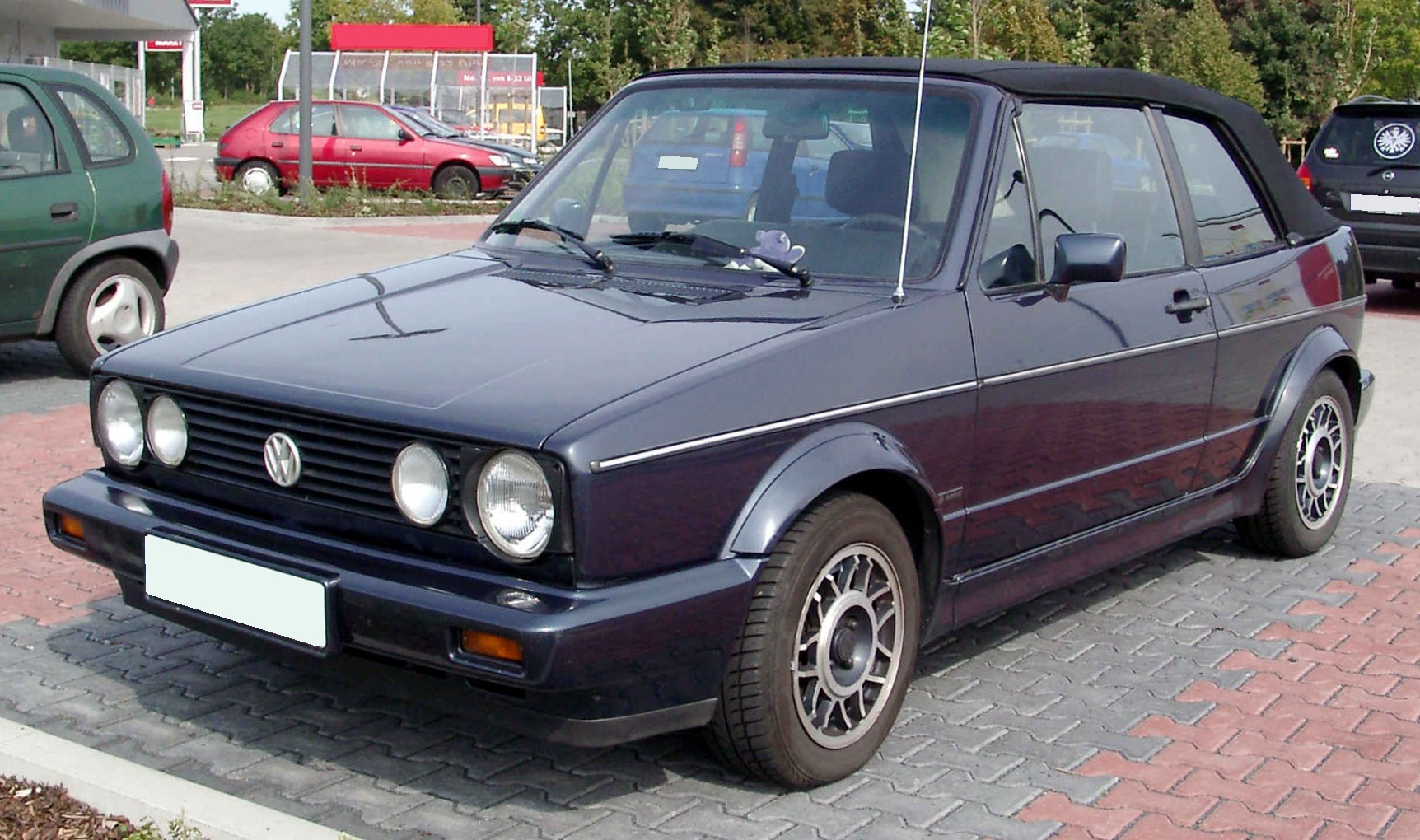
第一代Golf開蓬
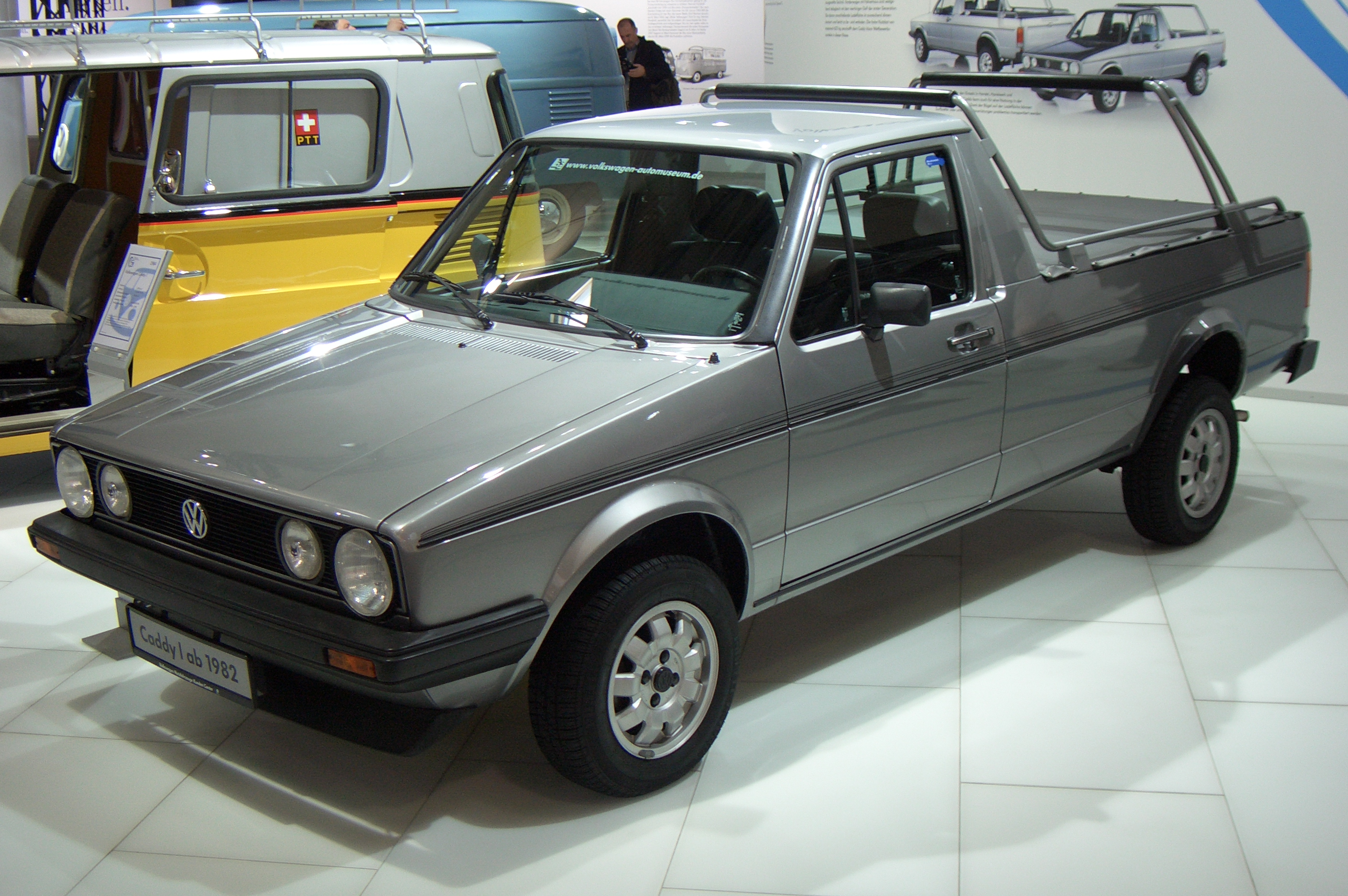
Caddy

## 第2代 (A2/Typ 19E, 1984-1991)
第二代的Golf MK2於1984年8月問世，軸距稍微加大，外部和內部尺寸與第一代大致相同。1985年推出第一款四輪驅動的Golf Country，1989推出配備160bhp和ABS的版本。此代車的底盤後懸吊雖然屬扭力樑半獨立懸吊，不是全獨立懸吊，但過彎能力仍然出色，許多汽車媒體都能用此車做出三輪過彎，後車輪一輪懸空但仍未失控的過彎能力，包括使用同底盤的同集團西班牙SEAT Toledo，過彎能力也一樣得到汽車媒體好評。
在推出第二代版本時，福士已從第二代衍生出一款新車種──Jetta。後者於1984年1月問世，與前者分別在於車尾設有一個行李箱。
第二代推出時並沒有Cabriolet敞篷車型。因此第一代敞篷車型在整個第二代量產期間繼續生產。
第二代是於1985年正式於北美銷售。其間福士還於賓夕法尼亞州開設第二代生產線。但由於生產成本增加關係，該生產線已於1988年被墨西哥廠房所取代。另第二代也於1987年3月被引進至墨西哥。

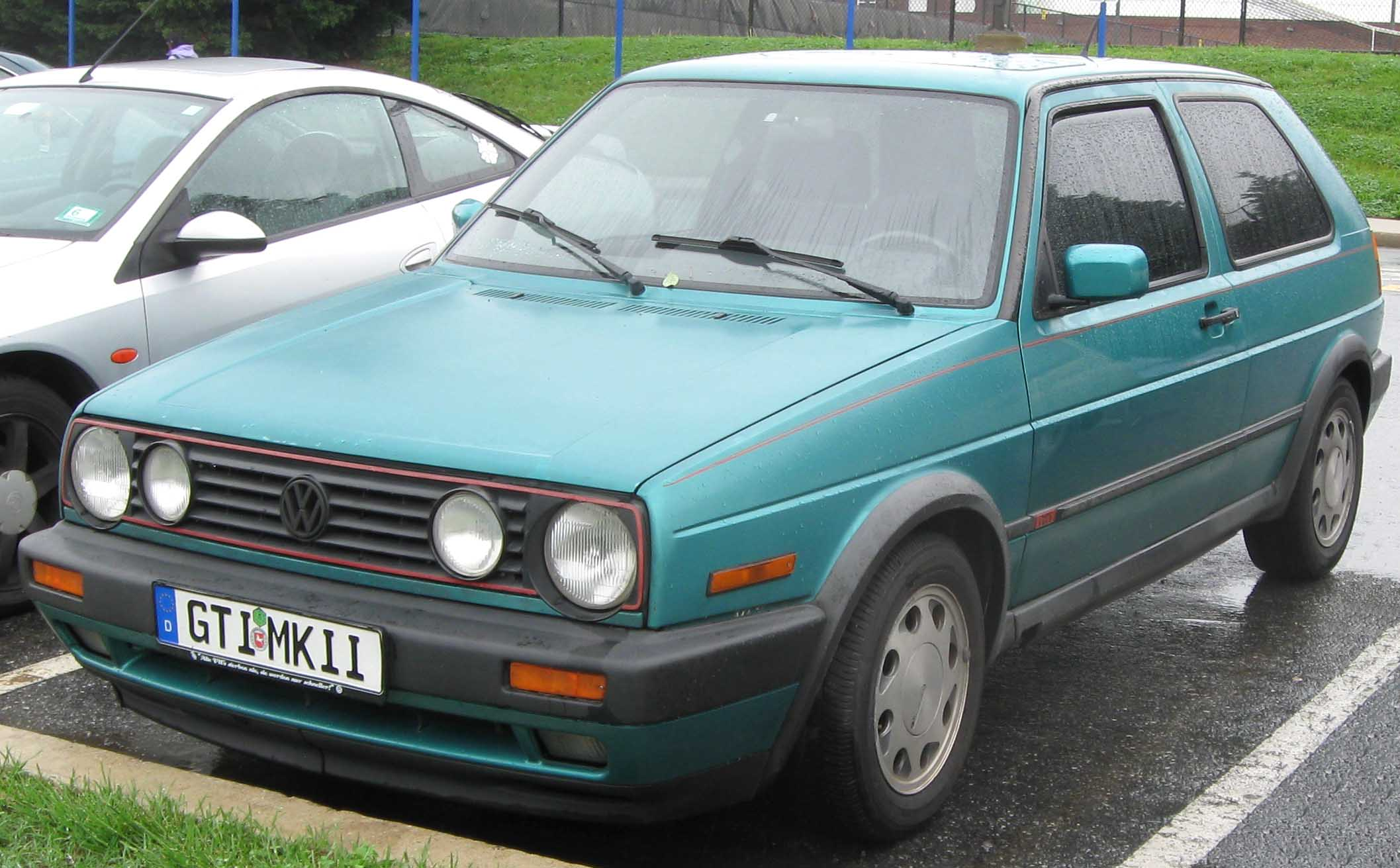
第二代Golf GTI
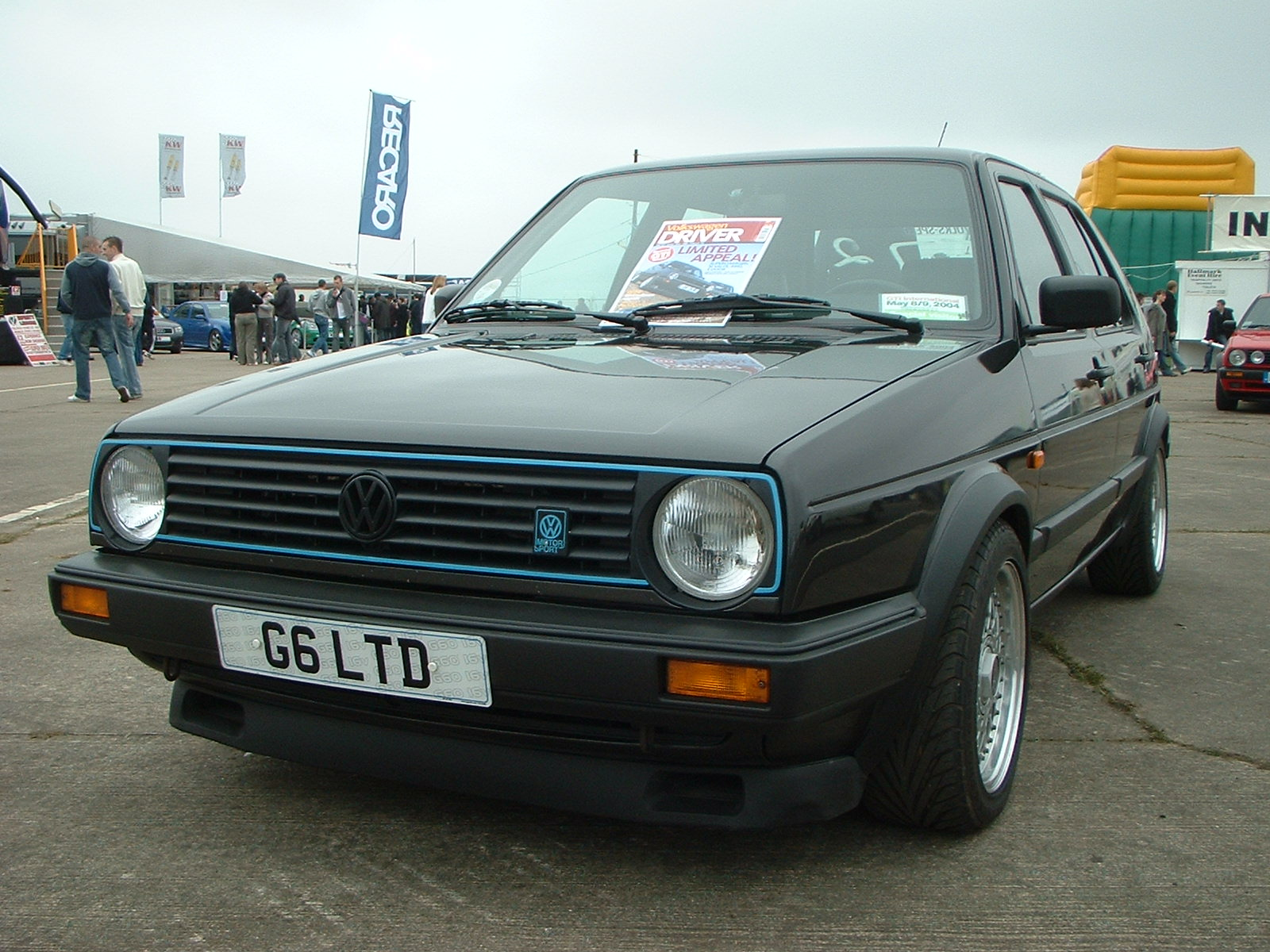
第二代Golf Limited

## 第3代 (A3/Typ 1H, 1992-1999)
Golf Mk3在1991年8月在德國首次亮相，銷量與第二代相比有小幅成長，軸距與第二代相同，沒有改變。
新引擎包括第一個增壓注射柴油（TDI）引擎，以及一具2.8公升的VR6引擎。VR6引擎的版本從0加速到時速100公里只需要7.1秒，都市油耗為10.5公里/公升，高速公路油耗為7.5公里/公升。每次加油在市區可行駛417公里，高速公路可行駛580公里。
1993年，有史以來第一次 Golf 旅行車 Golf Variant 加入市場，雖然多數地區直到隔年才取得這個車款上市。同時全新的 Cabriolet 問世，取代已經生產13年的第一代舊車款。新的 Cabriolet 後來持續生產到2001年，最後1999年的車款也只有很少的修改。斜背的版本稱為 Volkswagen Vento（在北美稱為Jetta III）在1992年1月發表。
Golf第三代贏得1992年歐洲年度風雲車。
此車在加拿大和南美部份地區持續銷售到1999年，同時在墨西哥稱為Mi版本，Mi（Multiport Injection）代表多點注射引擎，是Golf CL 4門、有空調、特殊內裝、淡黑色煞車燈、ABS、沒有音響，1.8公升的引擎升級為2.0。

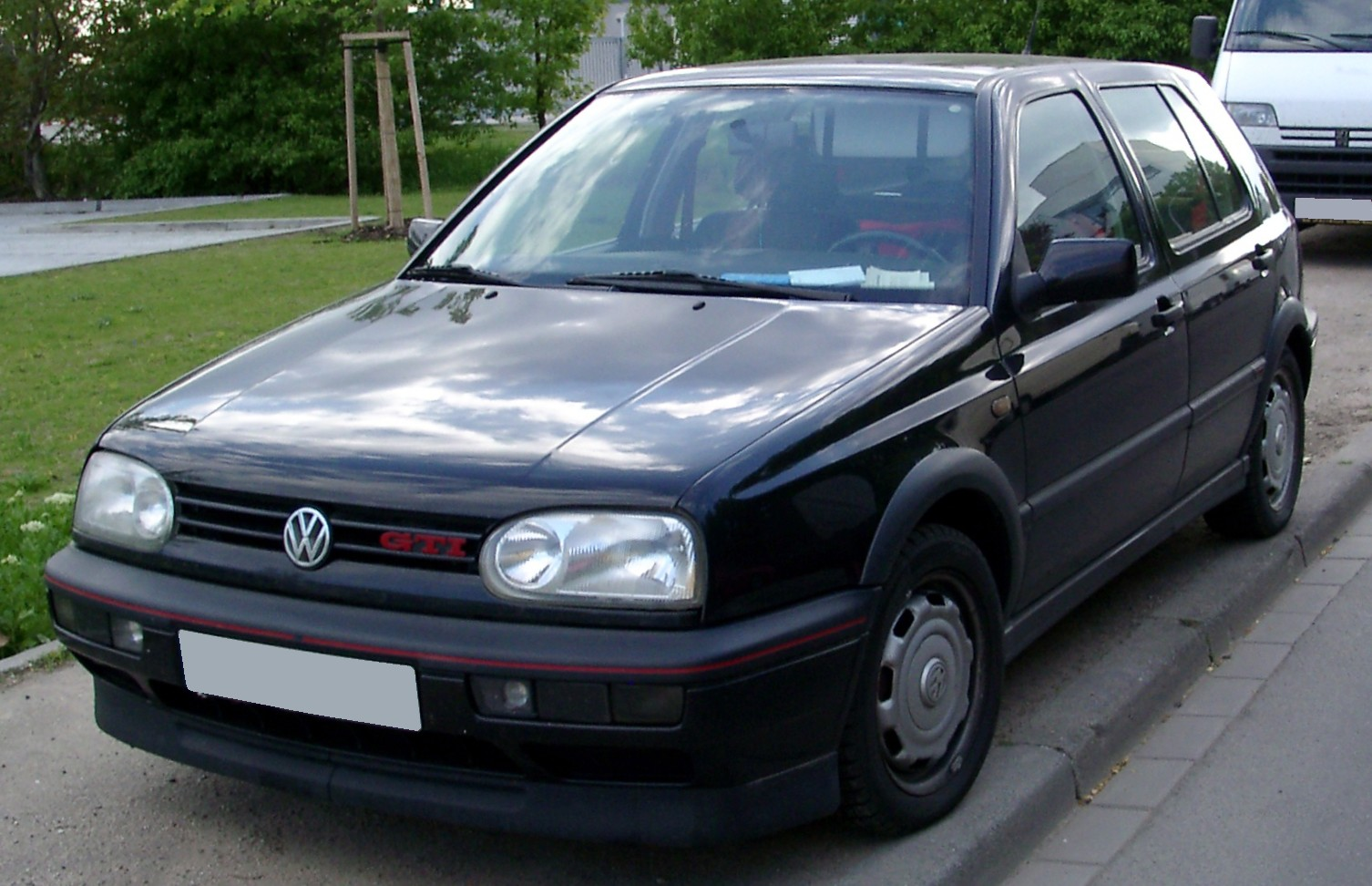
第三代Golf GTI
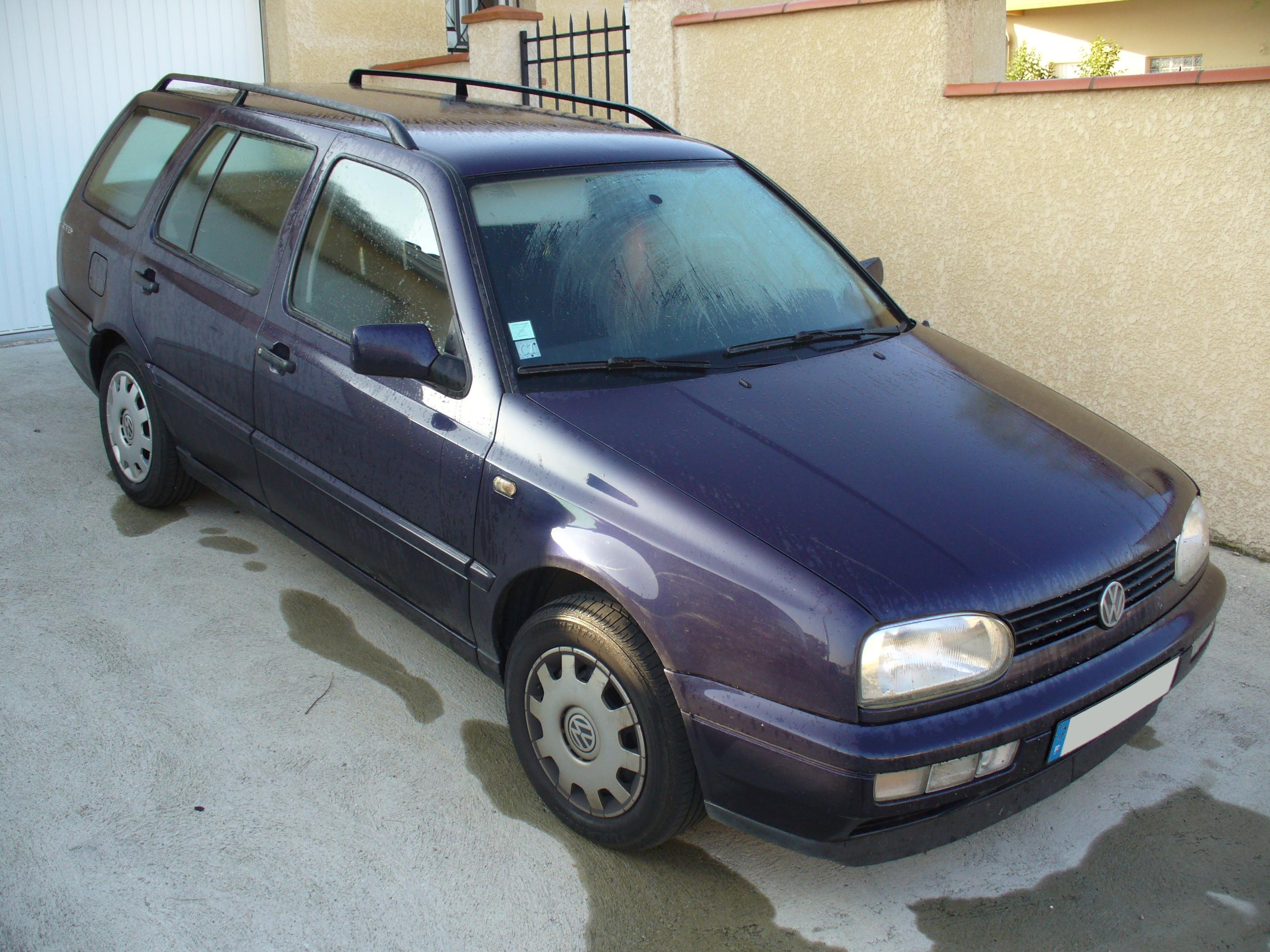
第三代Golf Variant

## 第4代 (A4/Typ 1J, 1999.5-2006)
Golf Mk4在1997年8月問世，隨後是斜背版本稱為 VW Bora（在北美依然稱為Jetta）。新的旅行車款於1999年3月推出。Mk4沒有敞篷版本，雖然1999年對Mk3敞篷版做了部份修改，新保險桿、進氣柵、頭燈都改成類似Mk4的型式。
新的高性能版本包括四輪驅動、3.2公升VR6引擎Golf R32在2004年上市。後續又推出2.8公升VR6四輪驅動的Golf VR6 4Motion版本，以及有名同時和 Audi 共用的 1.8T增壓引擎4汽缸引擎。
2008年部份Golf/Bora Mk4依然在巴西、中國、墨西哥生產。改版的Golf Mk4在2009年仍在加拿大銷售稱為City Golf、City Jetta、Golf City和Jetta City。這兩個車款在加拿大是入門級的產品，與2008的車款相比，做了許多更新包括頭燈、尾燈等等。只有一種2.0公升115hp，4汽缸、8汽門、單頂置凸輪軸汽油引擎可以選擇。它們是唯一入門等級中可以選擇配備6速自動排檔的汽車。Golf Mk4在歐洲於2003年停产，美國則維持生產直到2006年。中国生产到2009年Golf Mk6上市，制造商为一汽大众有限公司。

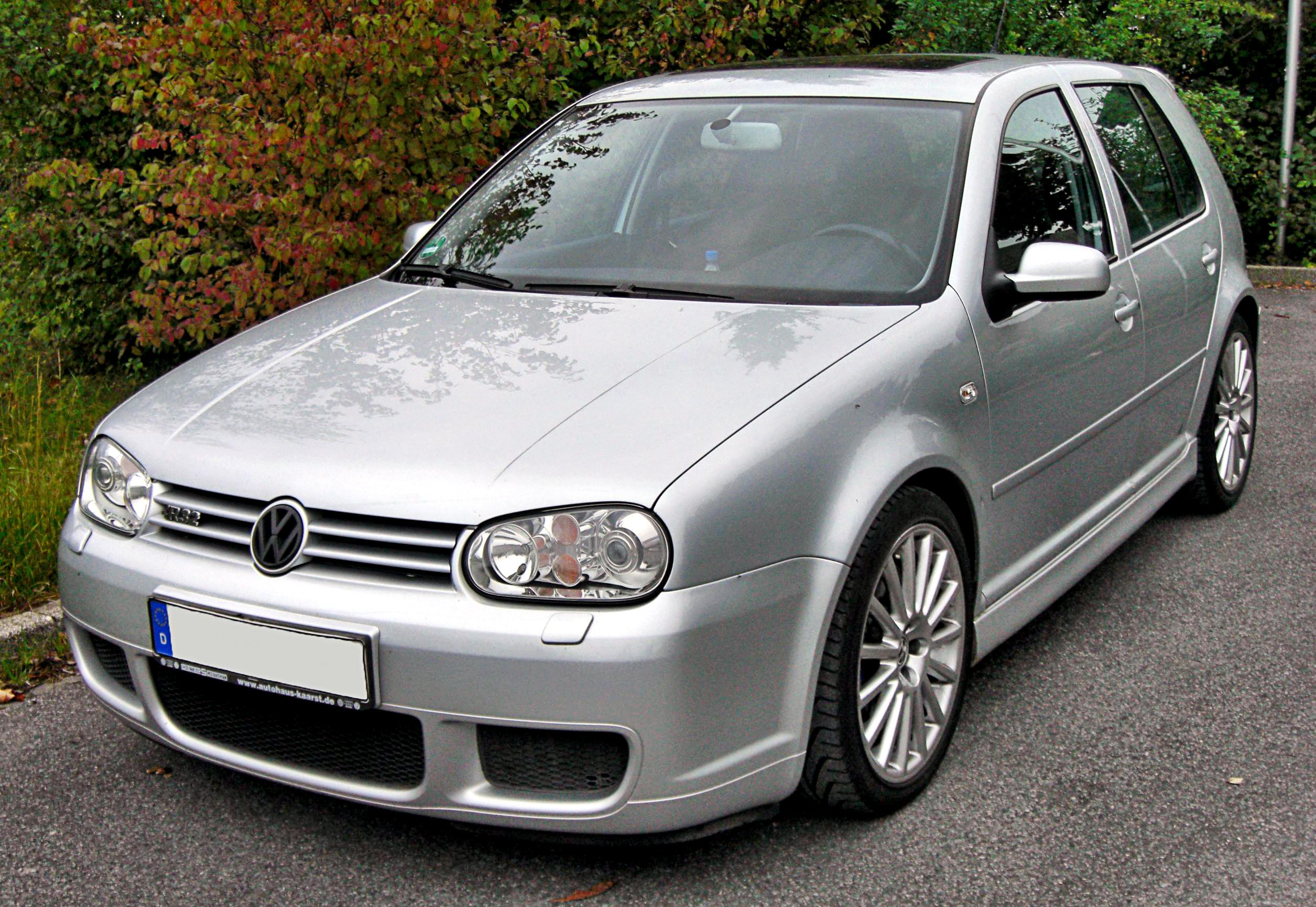
第四代Golf R32
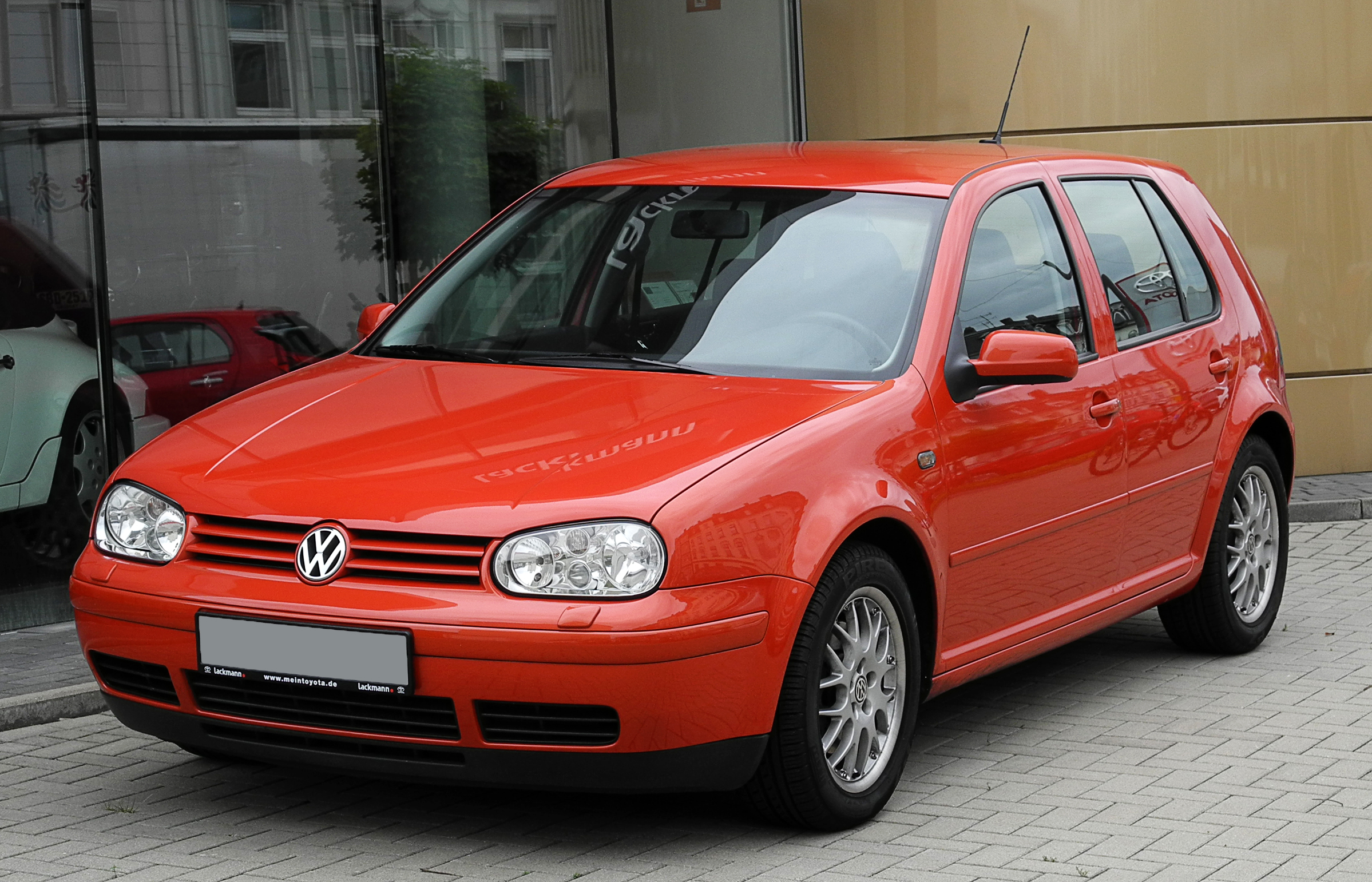
第四代Golf GTI
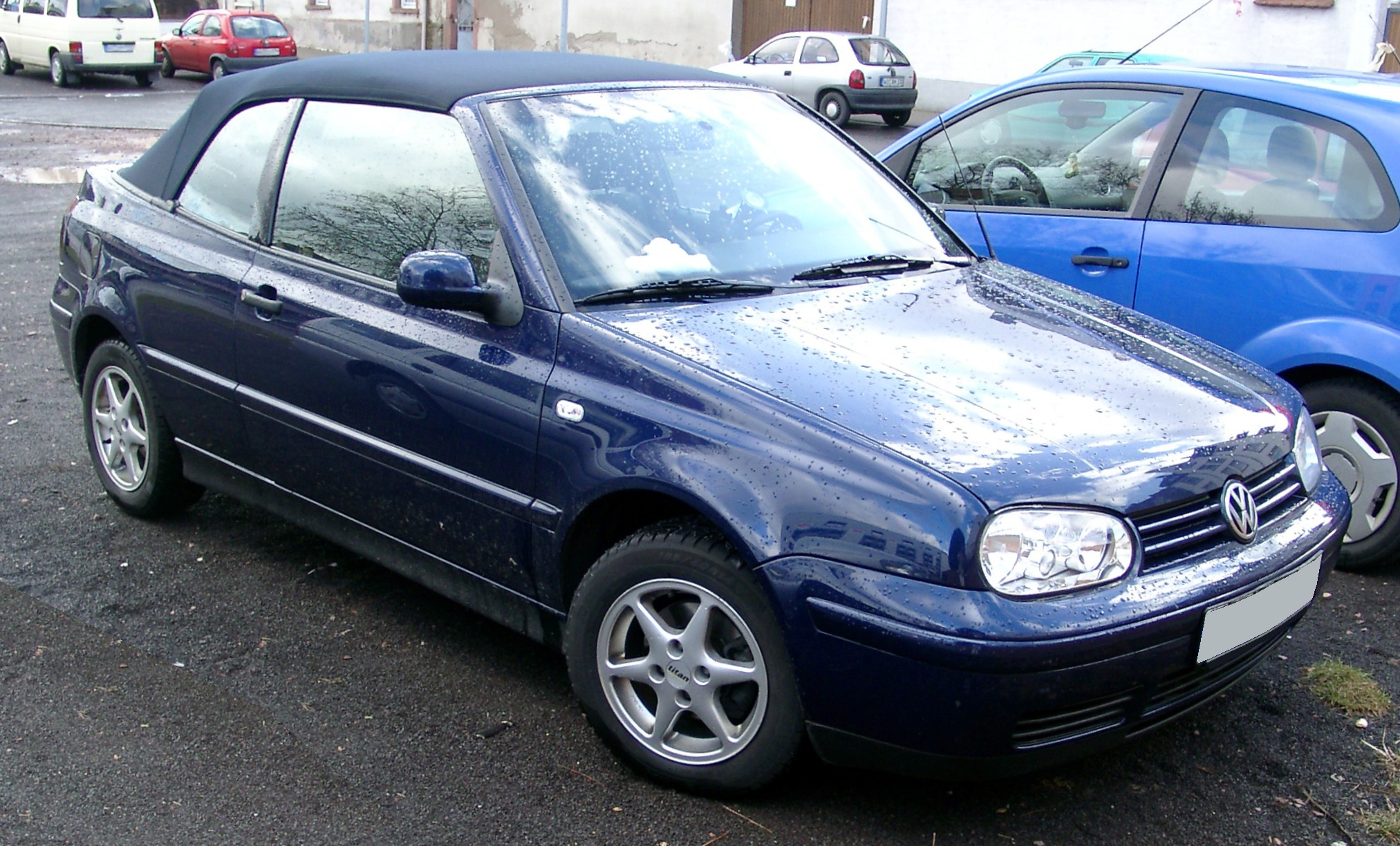
第四代Golf 開蓬
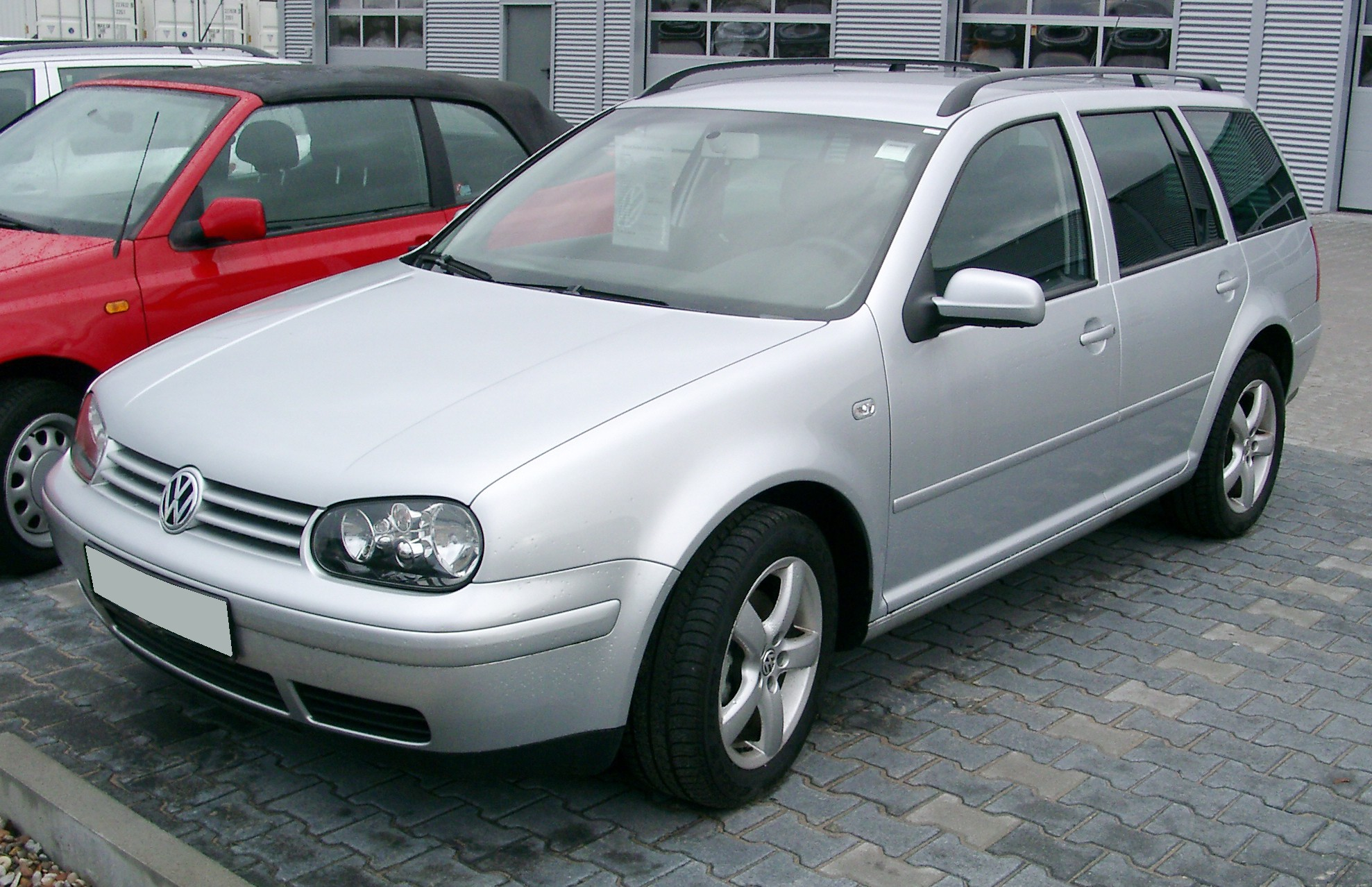
第四代Golf Variant

## 第5代 (A5/Typ 1K, 2003-2009)
在歐洲Volkswagen Golf Mk4在2003年為Mk5所取代，但第五代Golf直到2006年的車款才進到北美市場，稱為Rabbit。北美市場提供2.5公升—5汽缸引擎，GTI是2.0 FSI的渦輪增壓版本，可以產生200 PS（公制馬力）。
四門房車的型式，再次稱為Jetta只在墨西哥生產，在墨西哥和其它部份地區稱為Bora。2006年推出新的旅行車款。
後續的Mk5有1.4 TSI渦輪增壓汽油引擎版本。
由《Car and Driver Magazine》雜誌所進行的測試比較中，Volkswagen Rabbit S名列8種小型車之首。雜誌稱讚它有極佳的駕駛位置、儀表板和有力的引擎，缺點是行車噪音大、座椅不舒適和燃油效率不佳。雖然，最終的選擇給了它第一名，理由是“這輛車是為了駕駛樂趣而生，所以它贏了”。在2006年12月最後的比較中，它也名列第一。

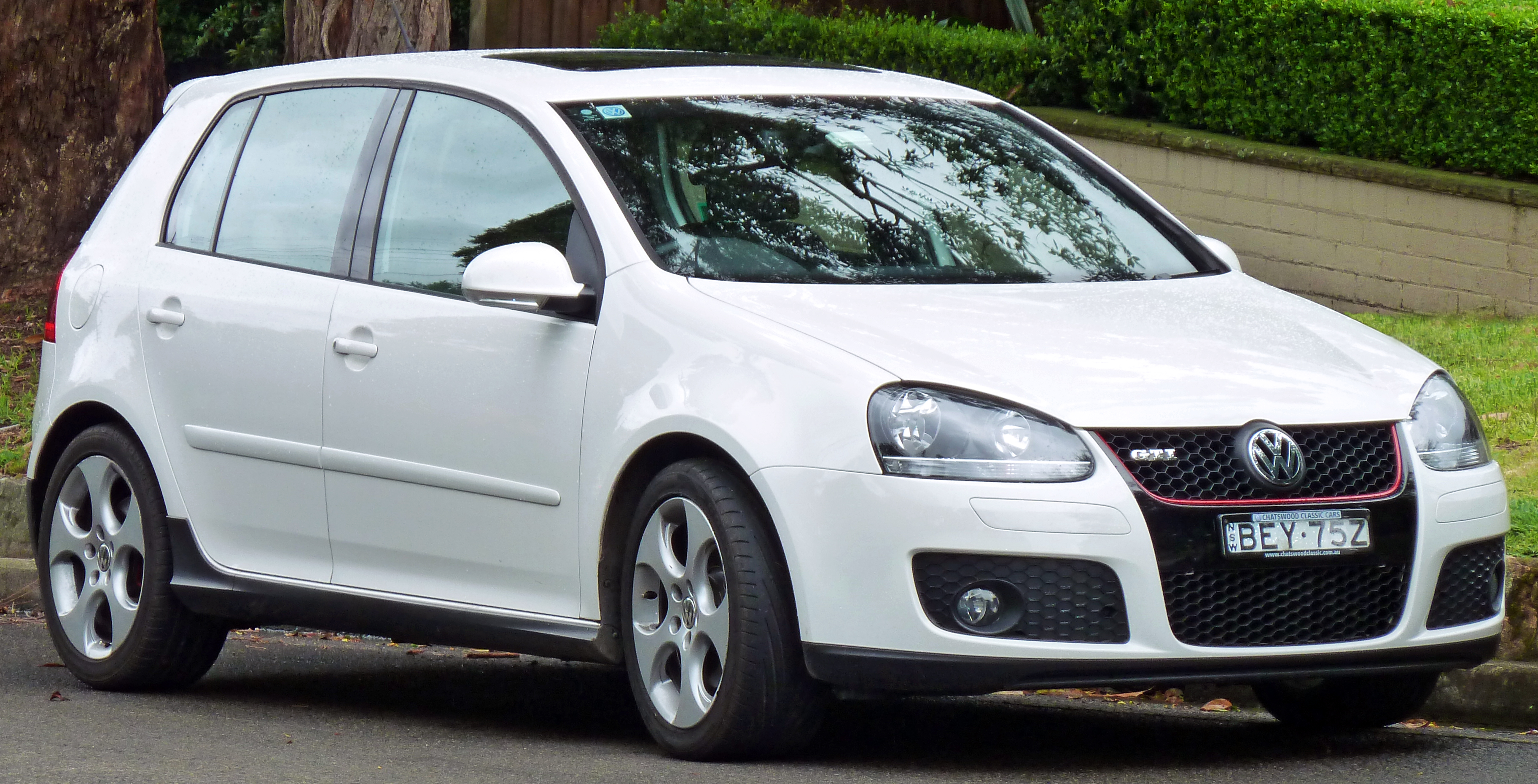
第五代Golf GTI
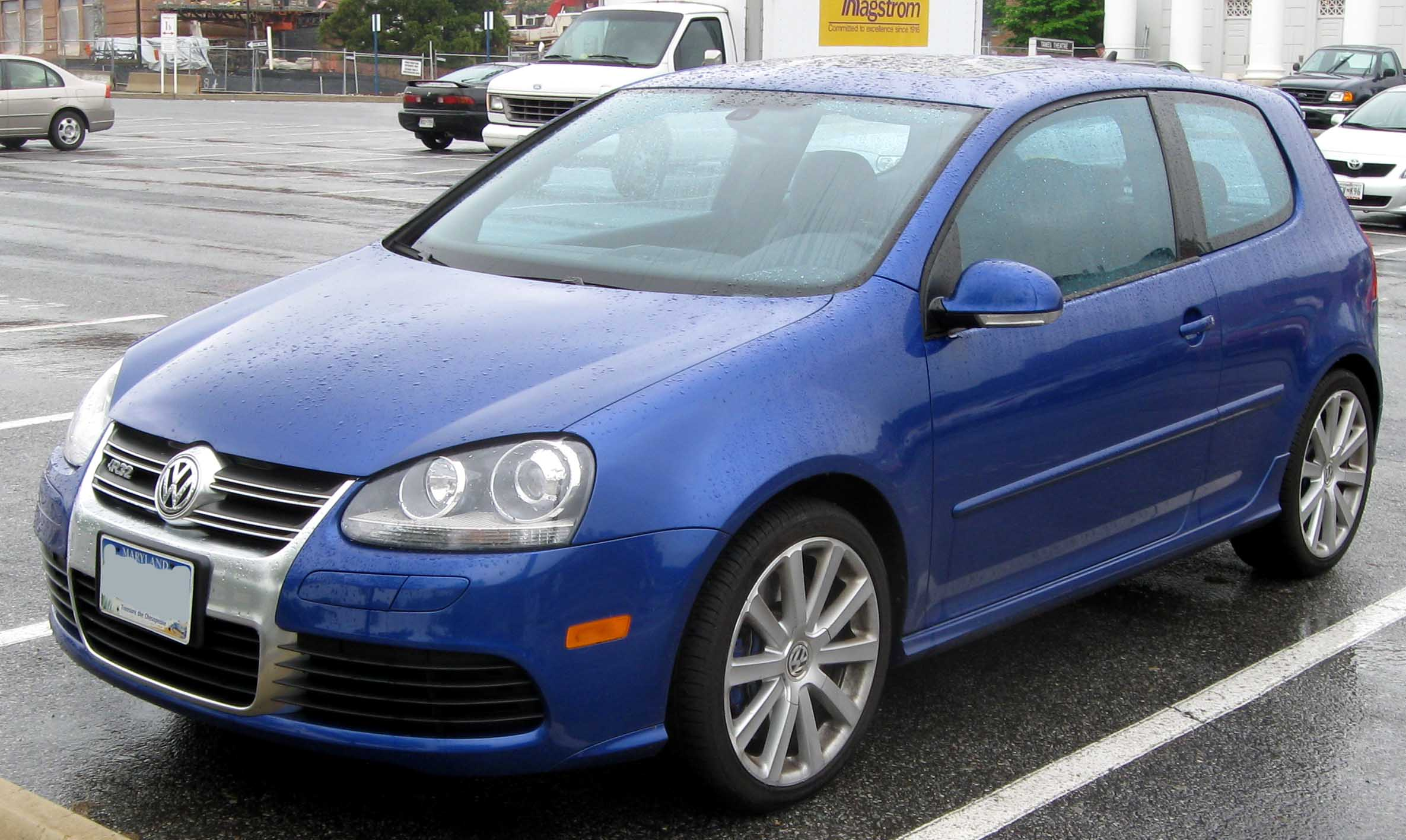
第五代Golf R32
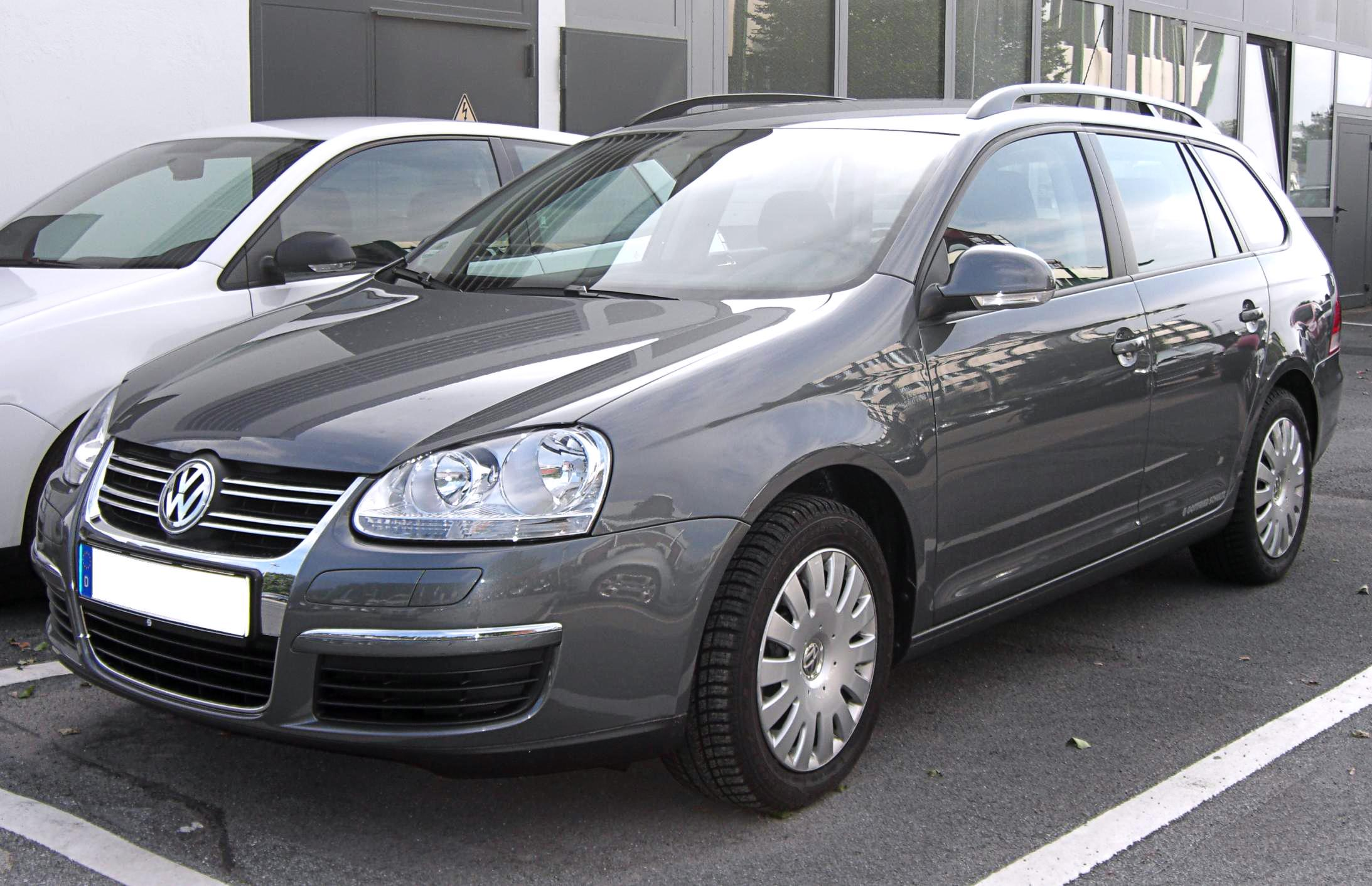
第五代Golf Variant
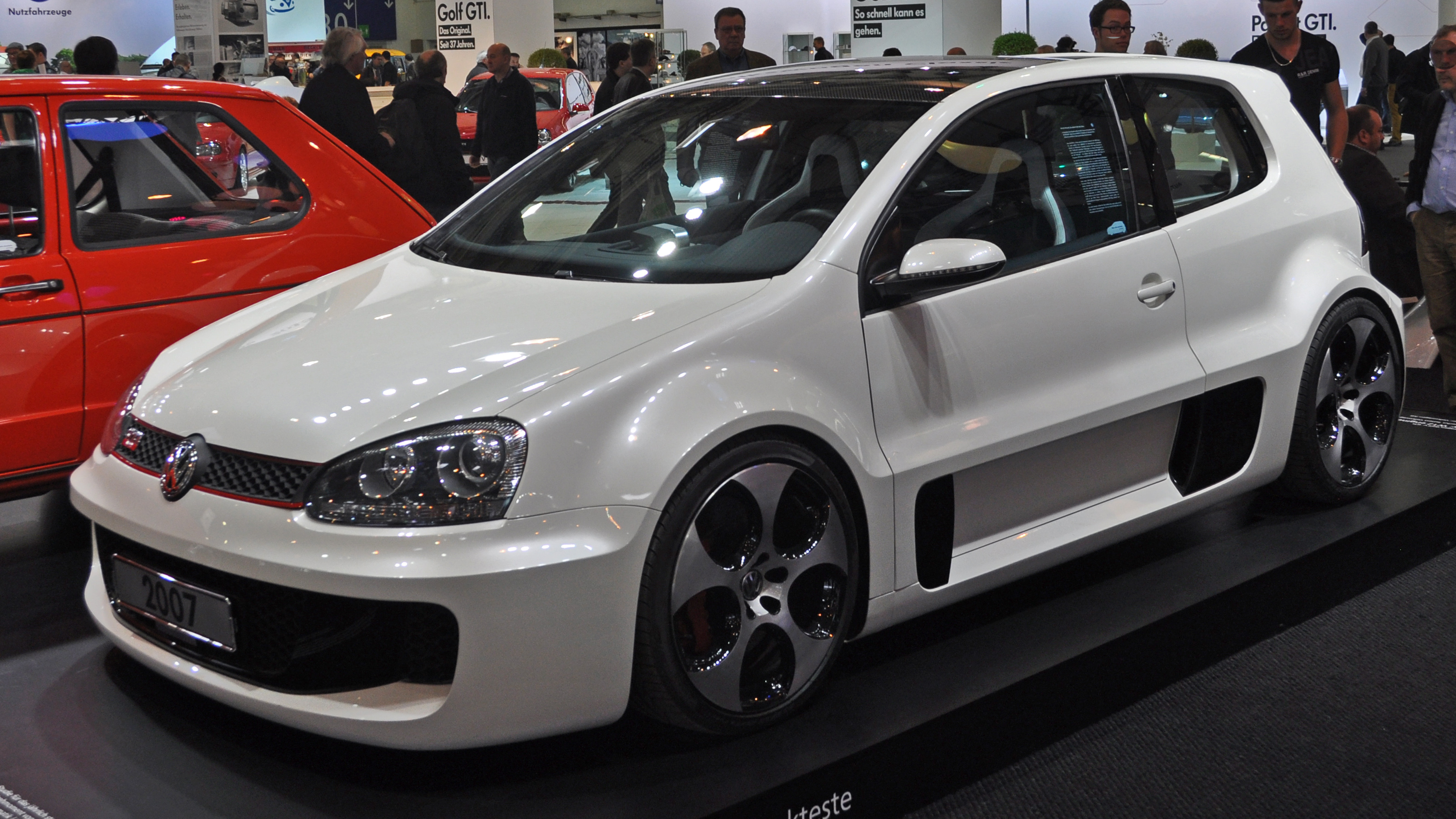
Golf GTI W12 650
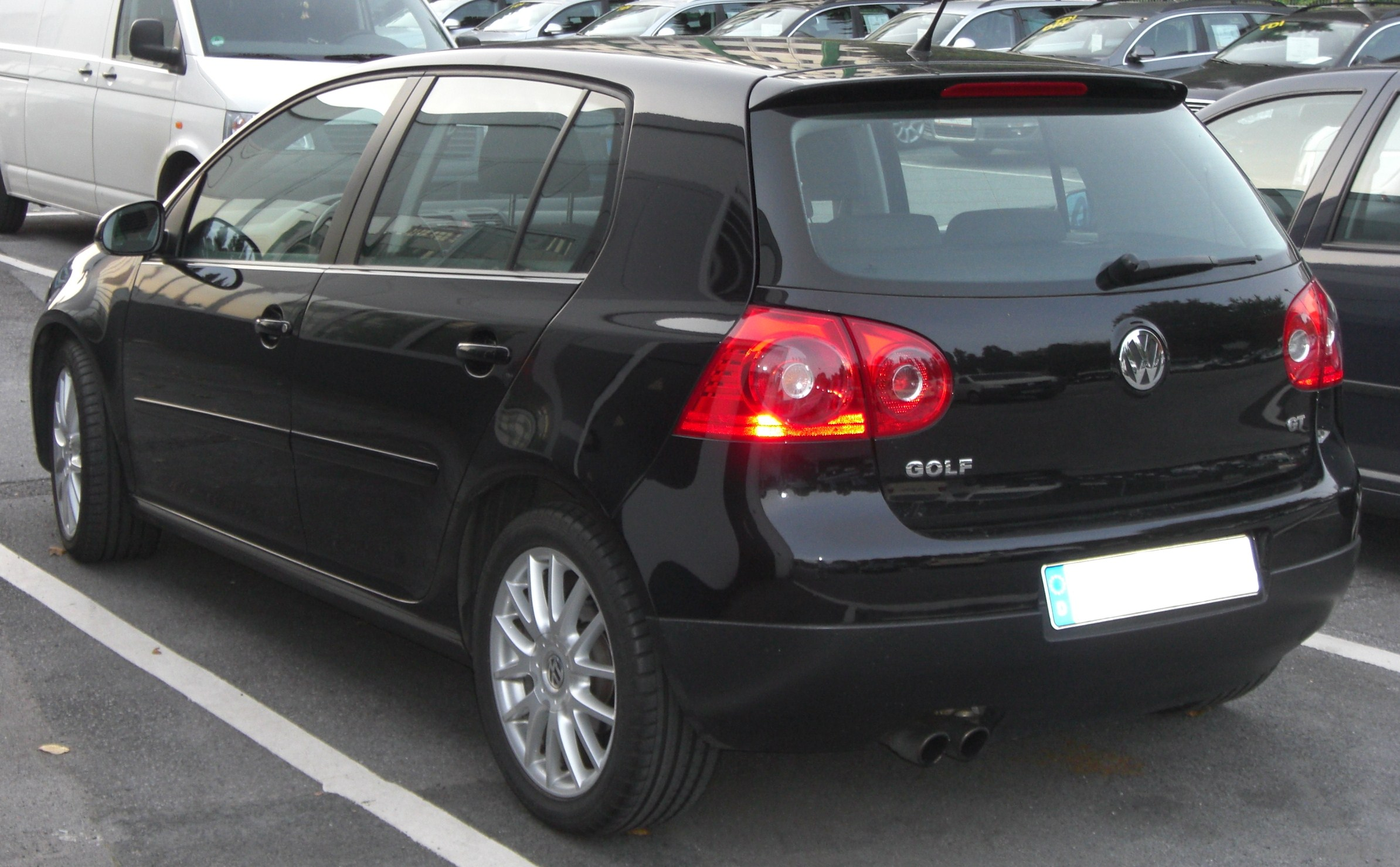
第五代Golf GT

## 第6代 (A6/Typ 5K, 2009-2012)
福斯的高尔夫Mk6在2009年出廠，使用Mk5的PQ35平台，最早在2008年巴黎車展亮相。
Mk6是由福斯的主任設計師Walter de'Silva所設計，是綜合先前數代車型靈感，特別是Mk1和Mk4。據稱設計更符合空氣動力學，有助提高燃料效率，並且比前一代更安靜。有批評Mk5內部的組裝品質不及Mk4，福斯決定改善Mk5的品質到Mk4的水準，同時保有Mk5的操作親善性。新車型的製造成本比舊版本低，福斯宣稱最終它能將節省的錢反饋到顧客。
新的渦輪增壓直接噴射柴油引擎採用共軌直接燃料噴射裝置將取代使用多年的幫浦給油噴射（Unit Injector）系統，在新車上選配的福斯基座控制系統可以依照駕駛者選擇“一般”、“舒適”、“運動”模式，自動調整車的懸吊、轉向和加速行為。
Mk6在2009年一月在歐洲首賣。秋季開始在部份的亞洲和北美地區販售。這一代的車在北美的名稱是Golf，不使用Rabbit。

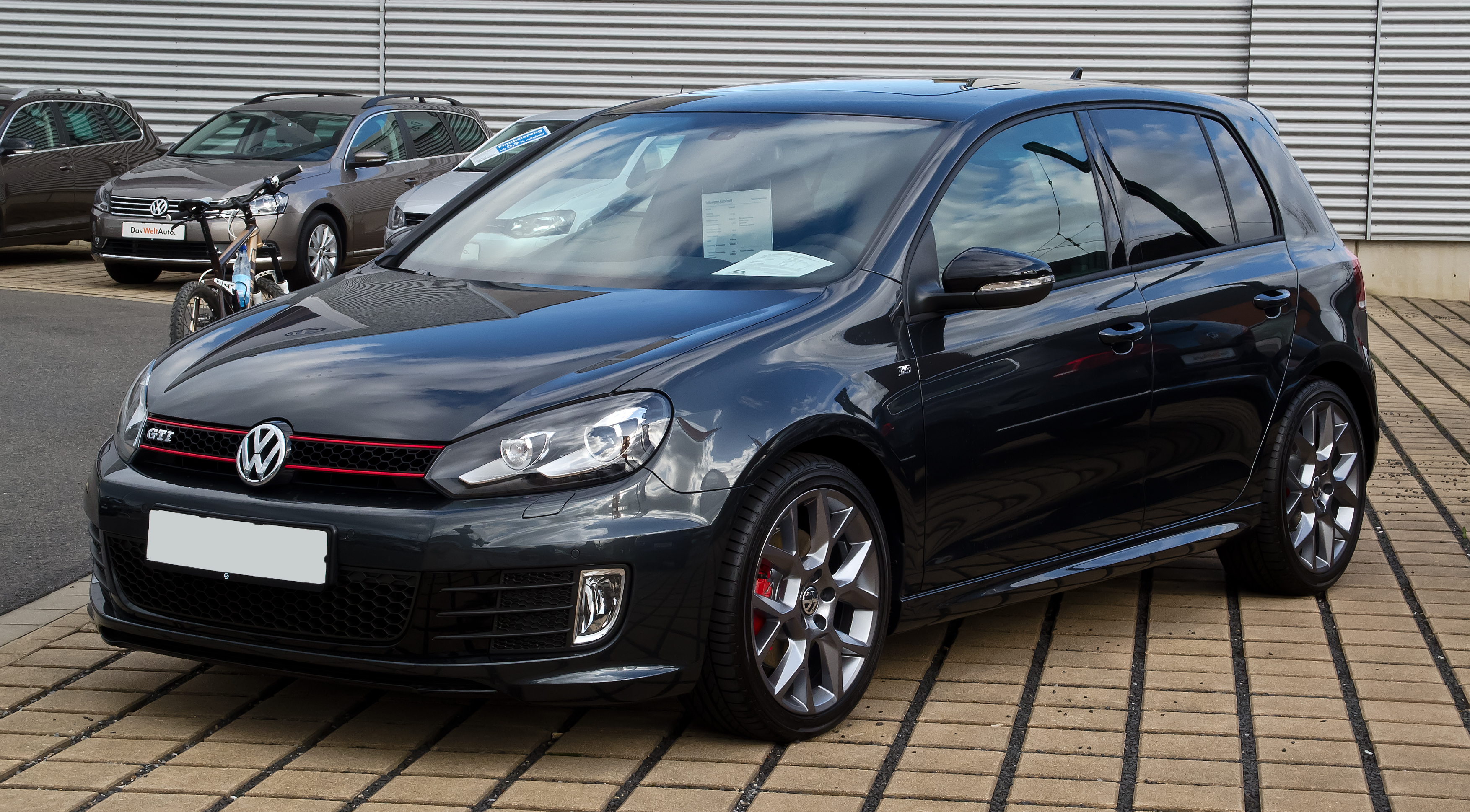
第六代Golf GTI Edition 35
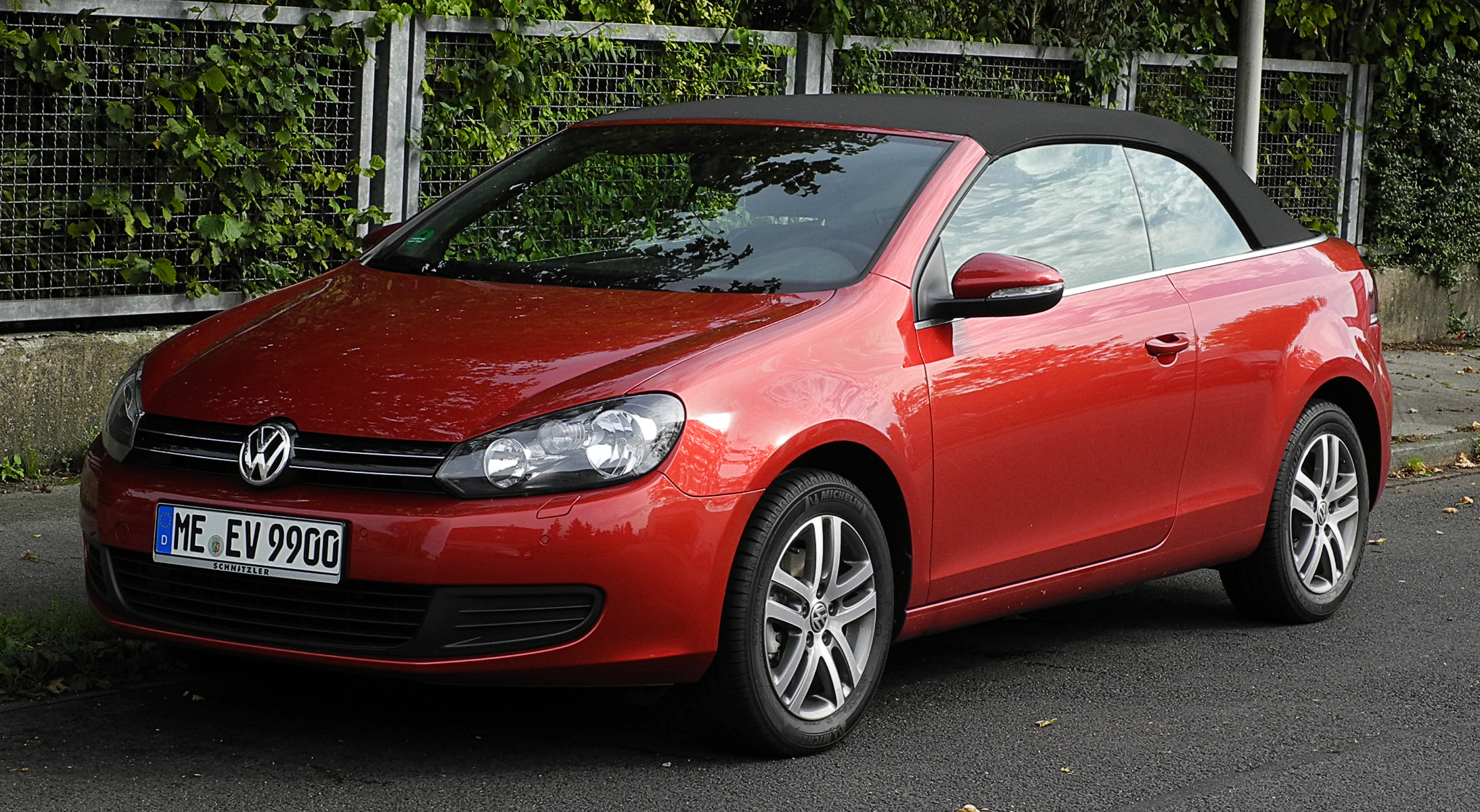
第六代Golf開蓬
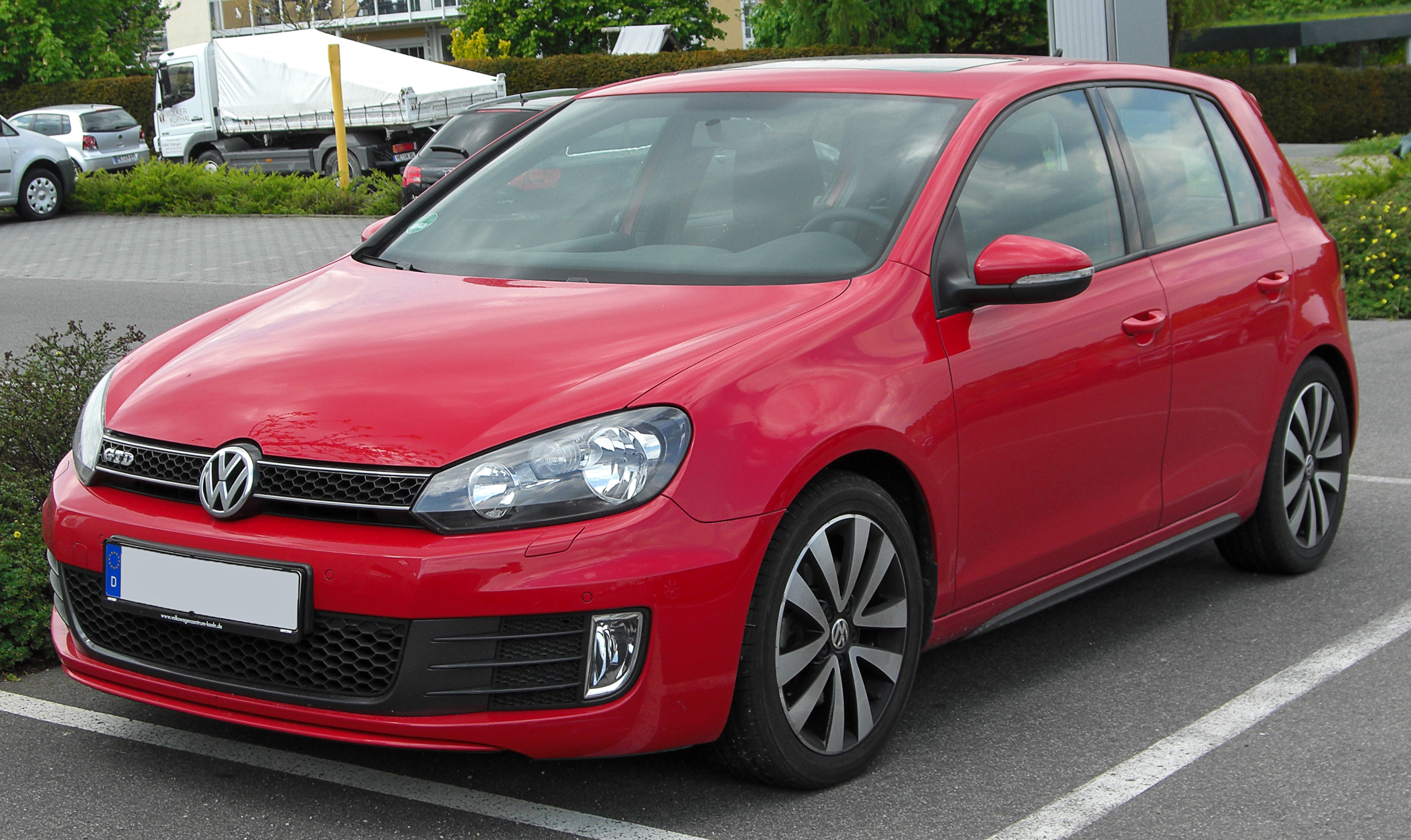
第六代GolfGTD
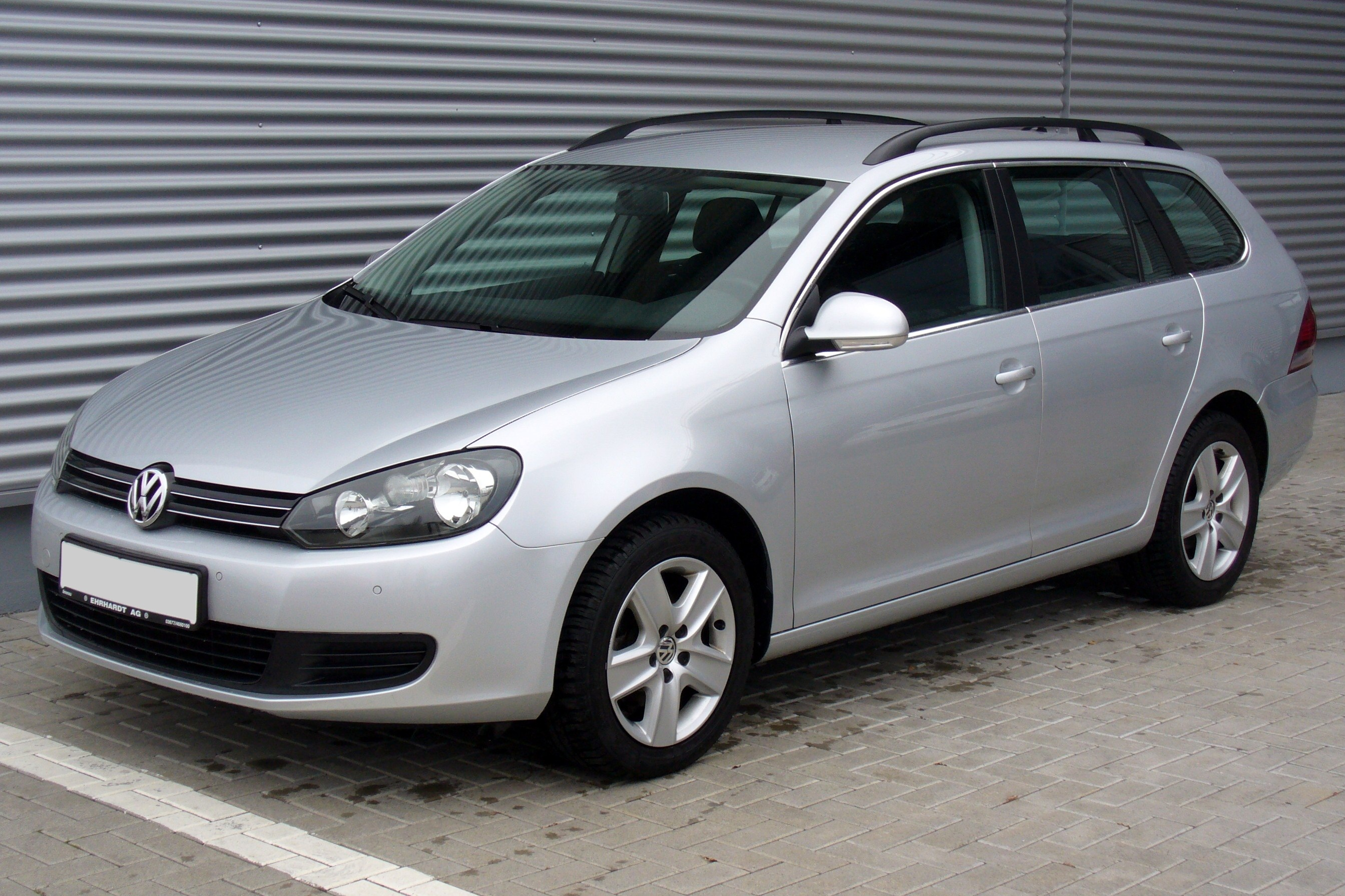
Variant
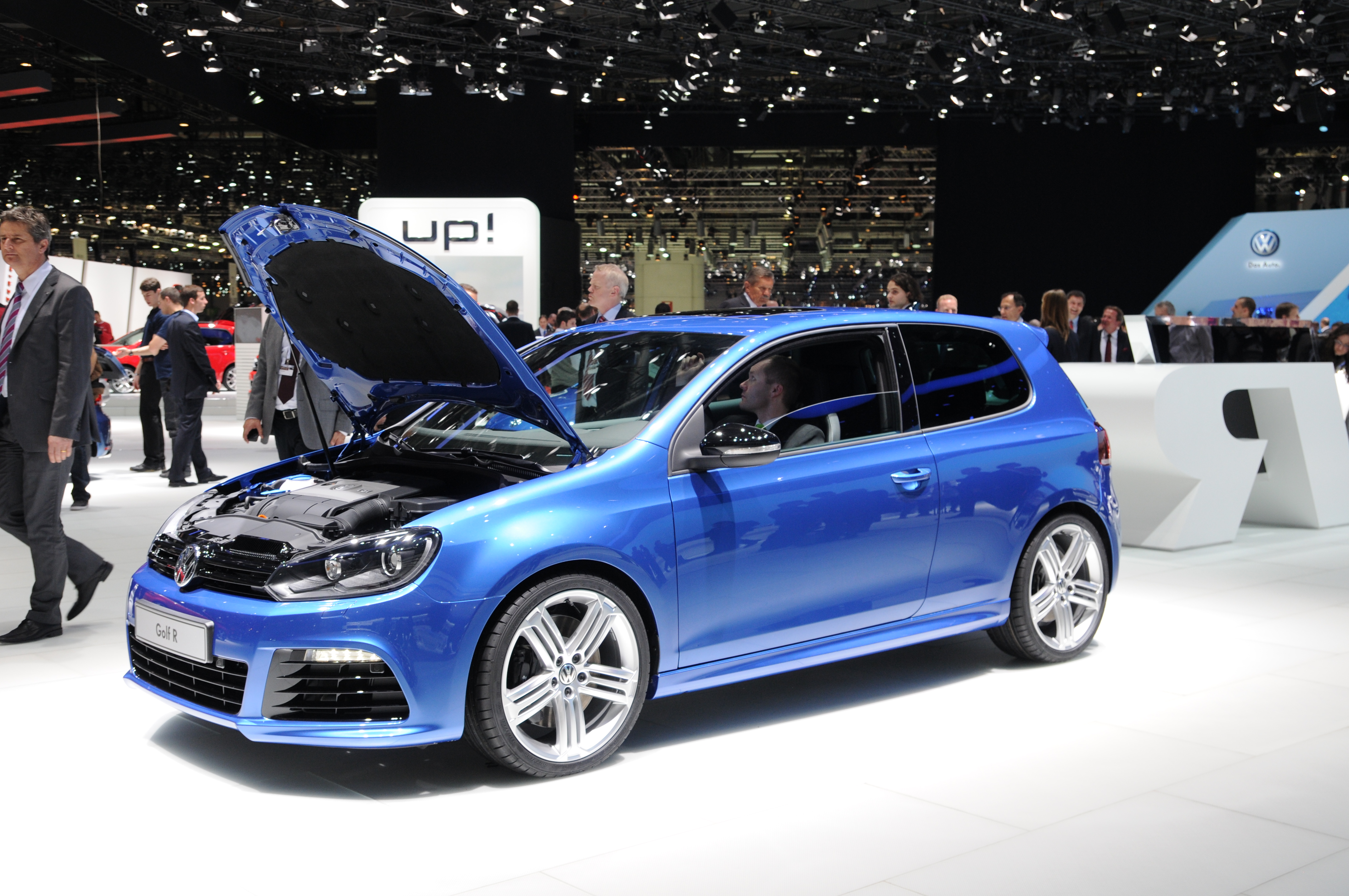
第六代Golf R
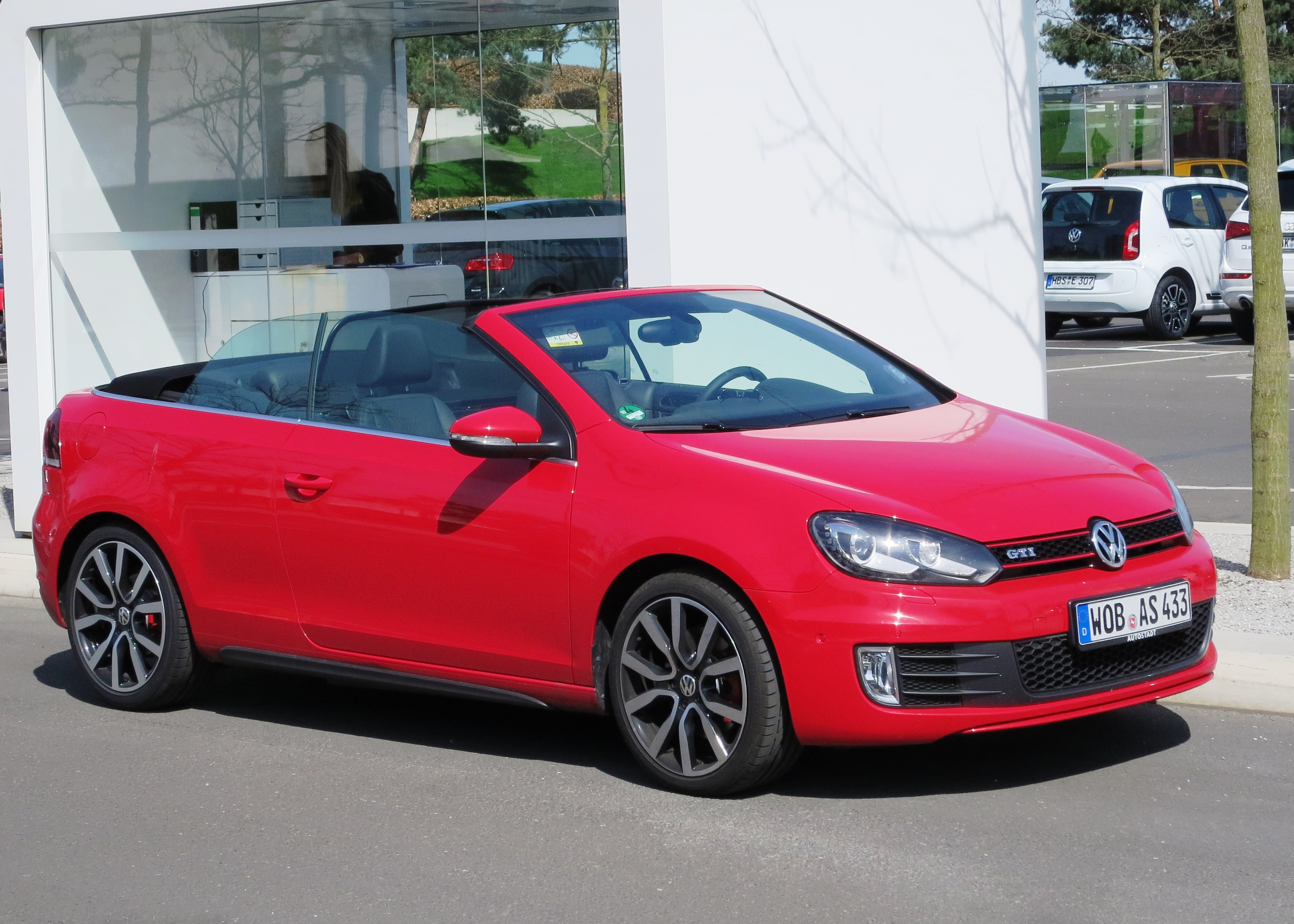
第六代Golf GTI開蓬
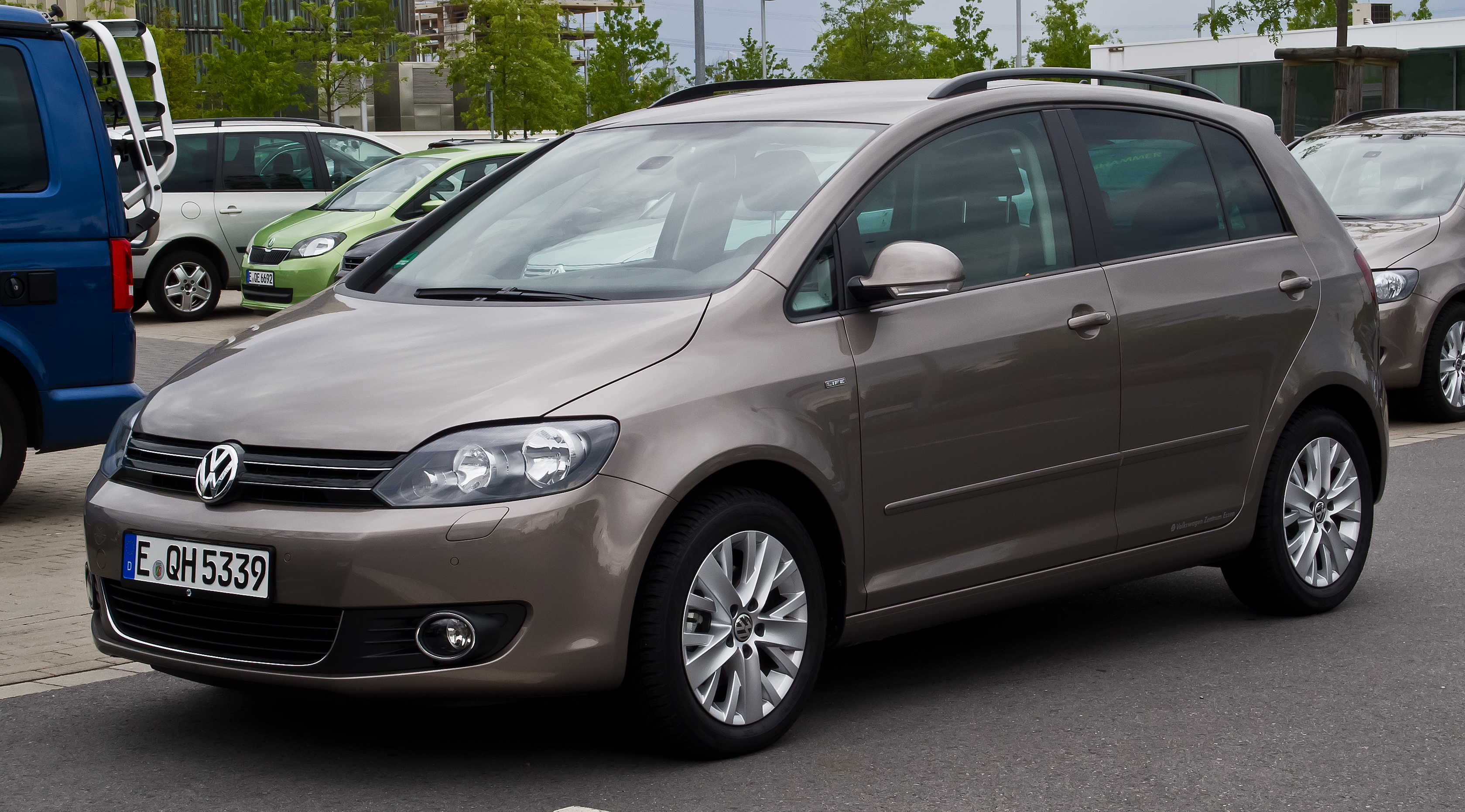
第六代Golf Plus
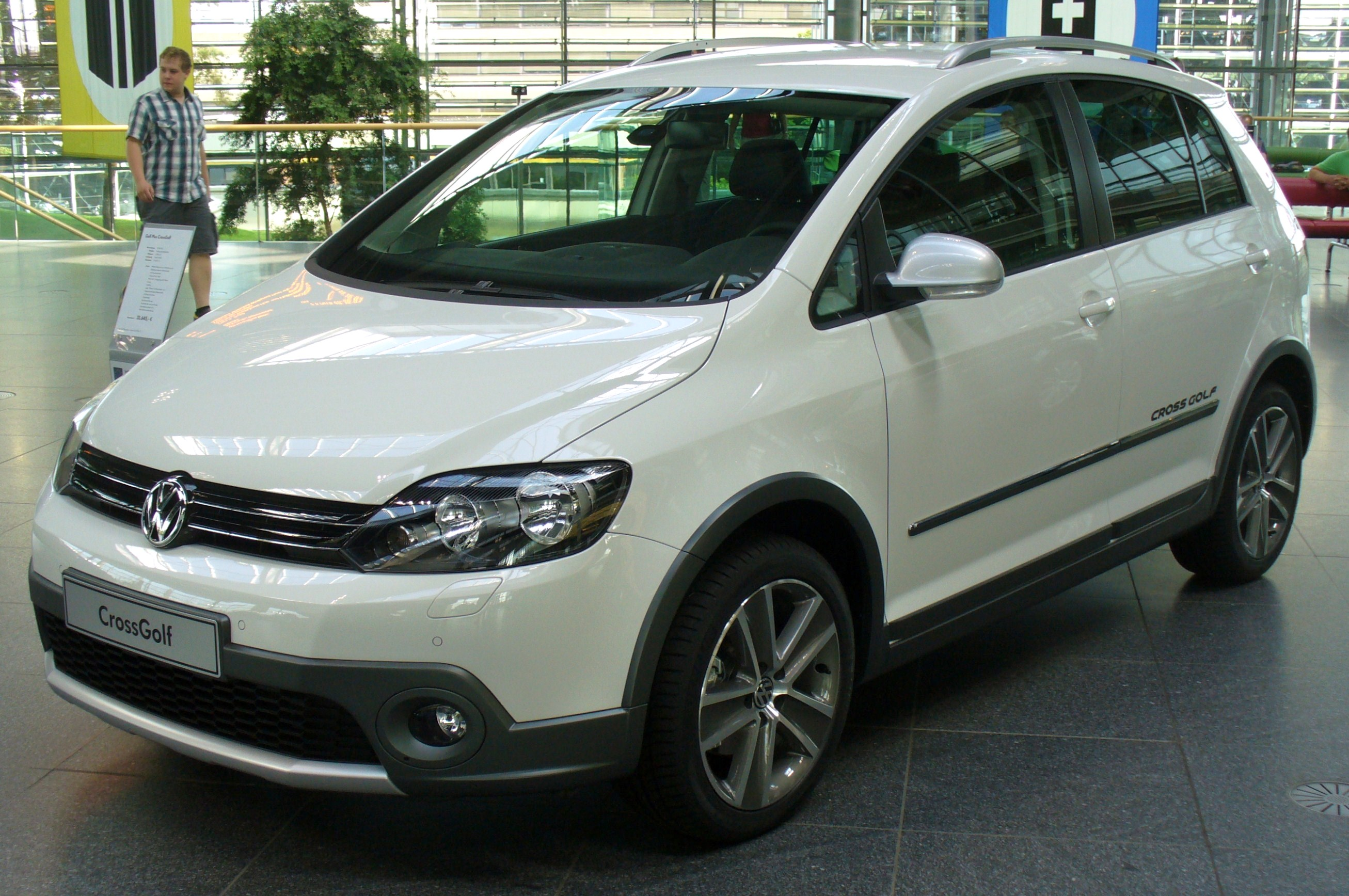
第六代CrossGolf

## 第7代（A7/Typ 5G, 2013年-2019年）
於2012年巴黎車展中發佈，並於2013年開始銷售，Golf Mk7採用福士集團研發的MQB底盤，相對於Mk6體型上會大一些，重量卻減輕了100公斤。太古標達汽車針對全新7代Golf，初期先引進了5種車型，入門款為1.2 TSI Trend Line，其次為1.2 TSI Comfortline 。1.4 TSI Hign Line，柴油版的1.6 TDI Trend Line及2.0 TDI High Line。首次導入搭載1.2 TSI小排氣量渦輪引擎的入門車款，這具引擎隸屬於MQB模組化底盤架構下的MOB (Modularer Ottomotorbaukasten) 模組化汽油動力系統，原廠代號EA211，擁有105匹、17.8公斤米的最大動力，搭配7速DSG雙離合器自手排變速箱，同時在經濟部能源局公佈的油耗數據中，Golf 1.2 TSI的市區油耗為13.38km/L、高速油耗為20.39km/L、平均油耗則為17.1km/L，表現相當亮眼。全車系都標配了Volkswagen新開發的5.8吋全彩滑移觸控式螢幕，搭配上7代Golf大幅精進的內裝豪華感受，整體車室氛圍及舒適度比6代Golf提升許多。安全配備方面，7代Golf也提供相當齊全的防護措施，除了既有的ABS防鎖死煞車系統、EBD電子式煞車力道分配系統，以及ESP電子行車動態穩定系統之外，7代Golf全車系再加入了Volkswagen新開發的MCB (Multicollision Brake System) 二次碰撞預煞系統；另外XDS主動式電子防滑差速器也是7代Golf全車系的標準配備。

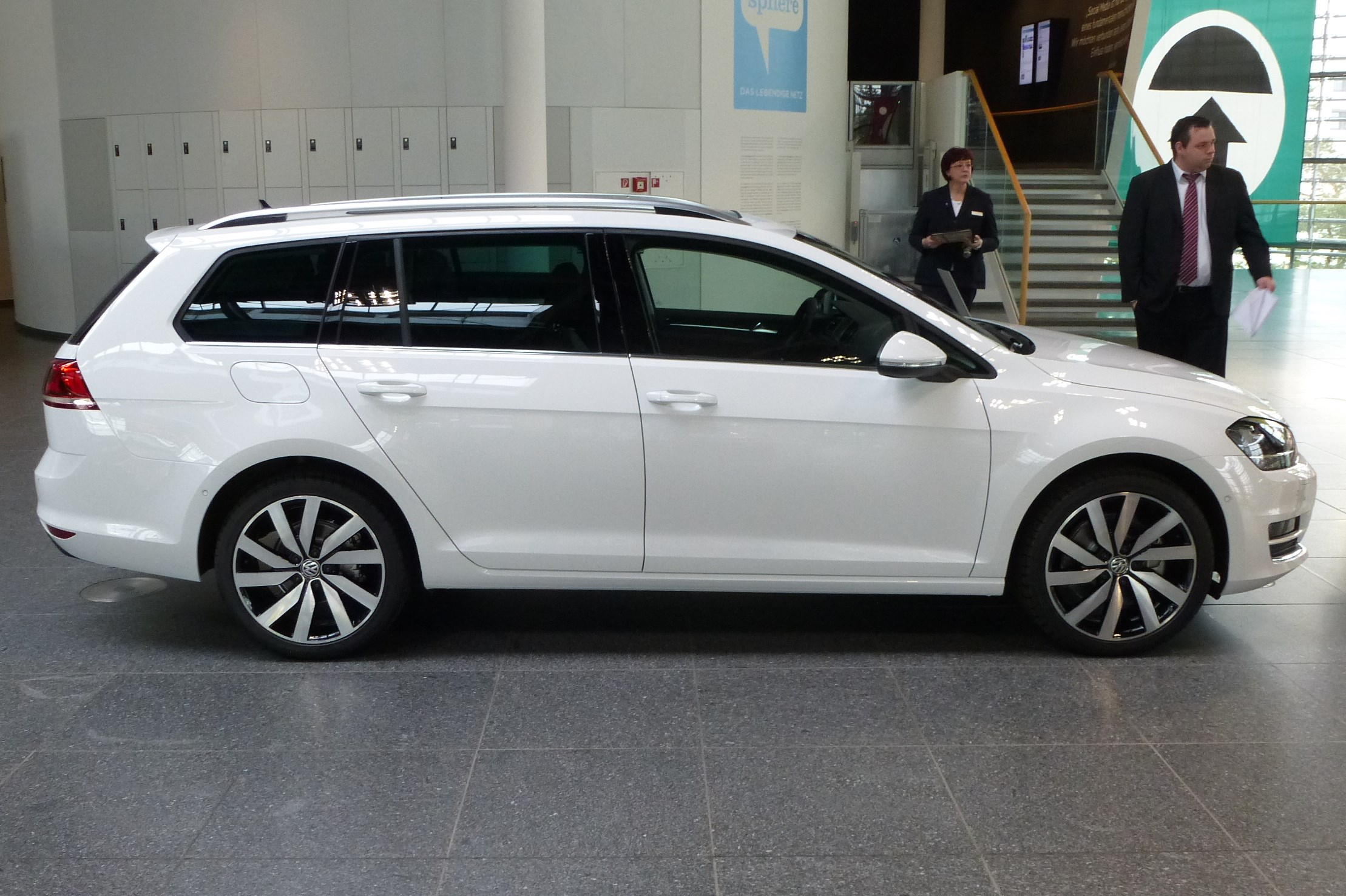
第七代Golf Variant
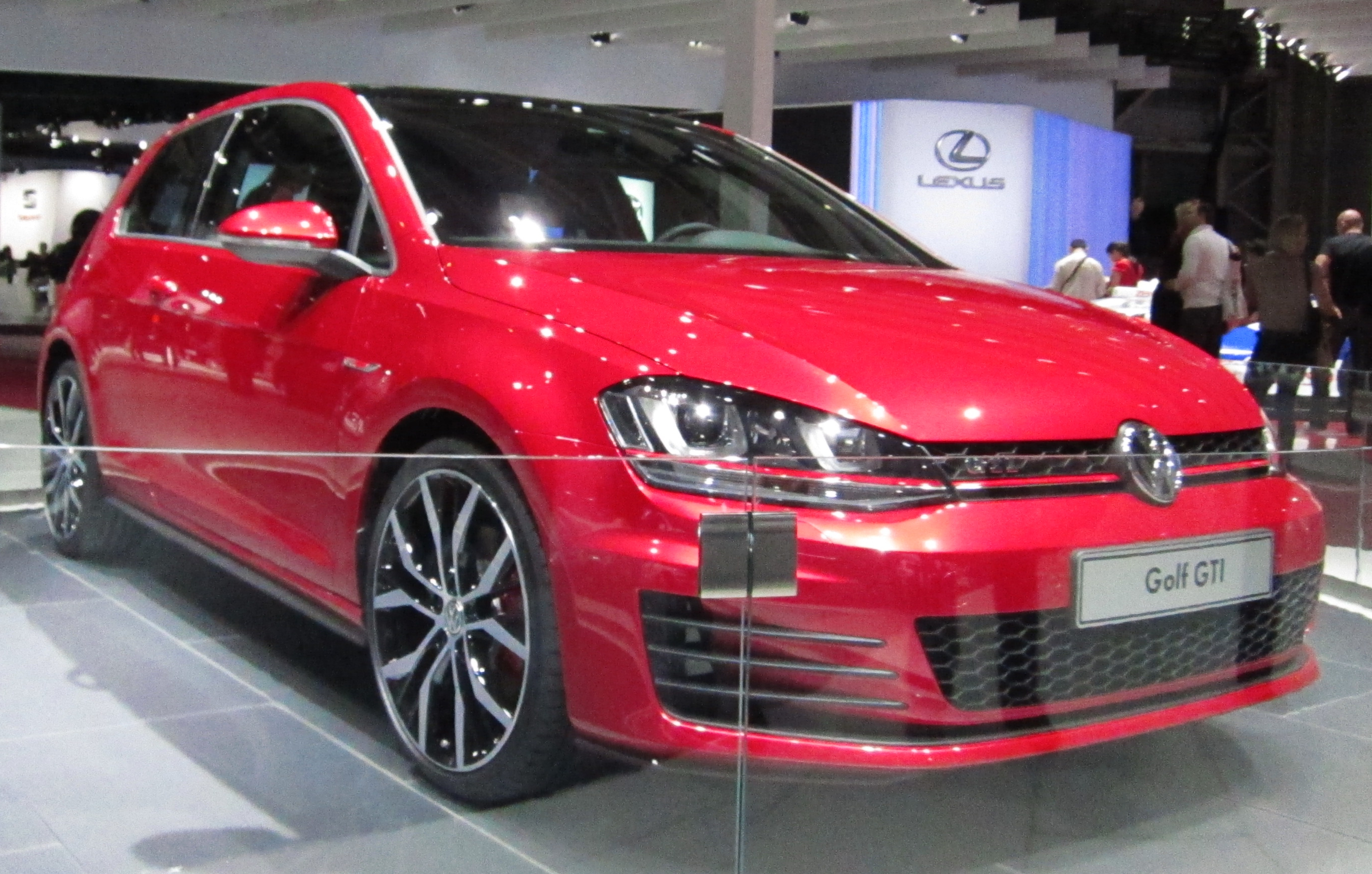
第七代Golf GTI
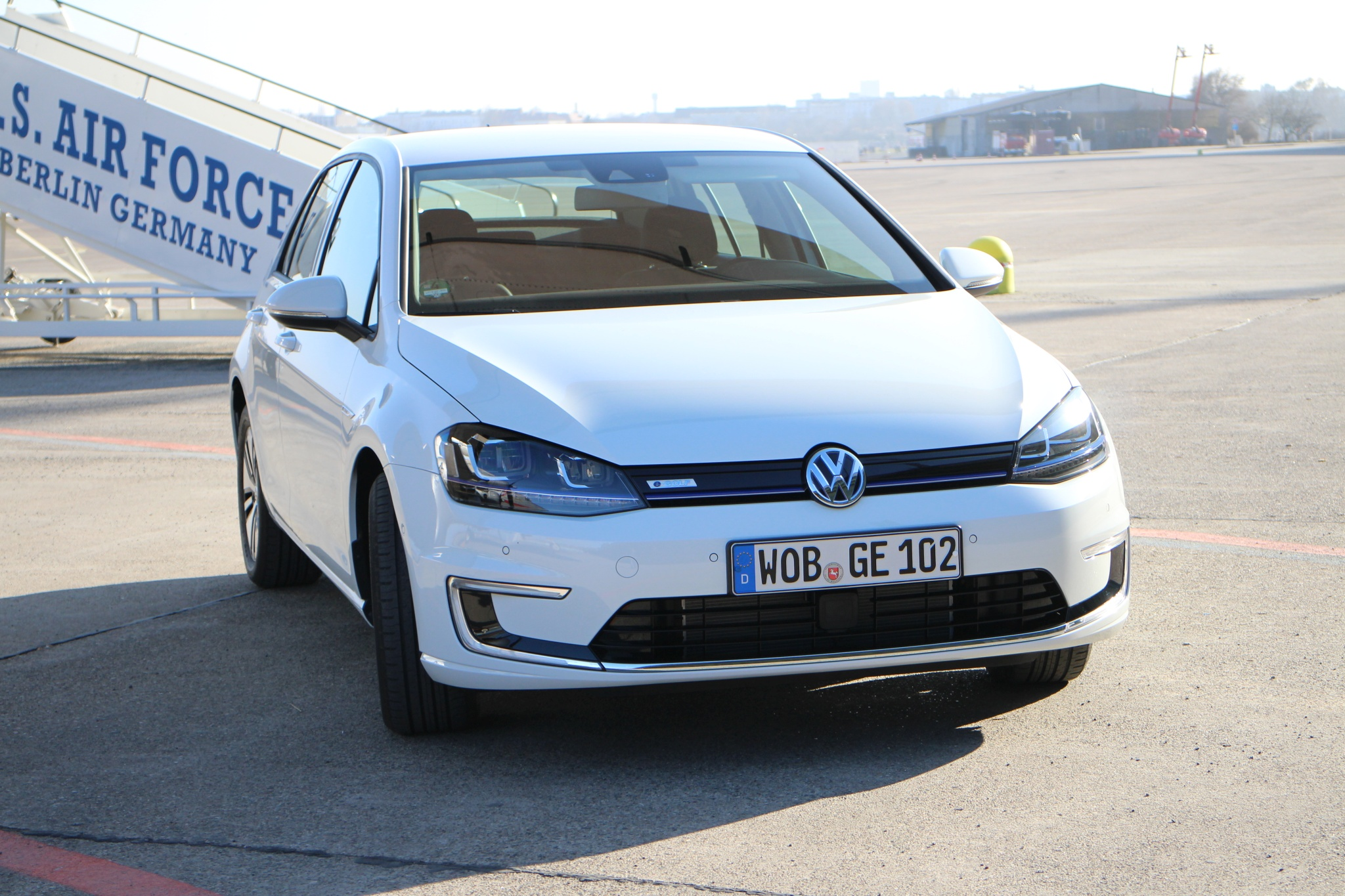
第七代e-Golf
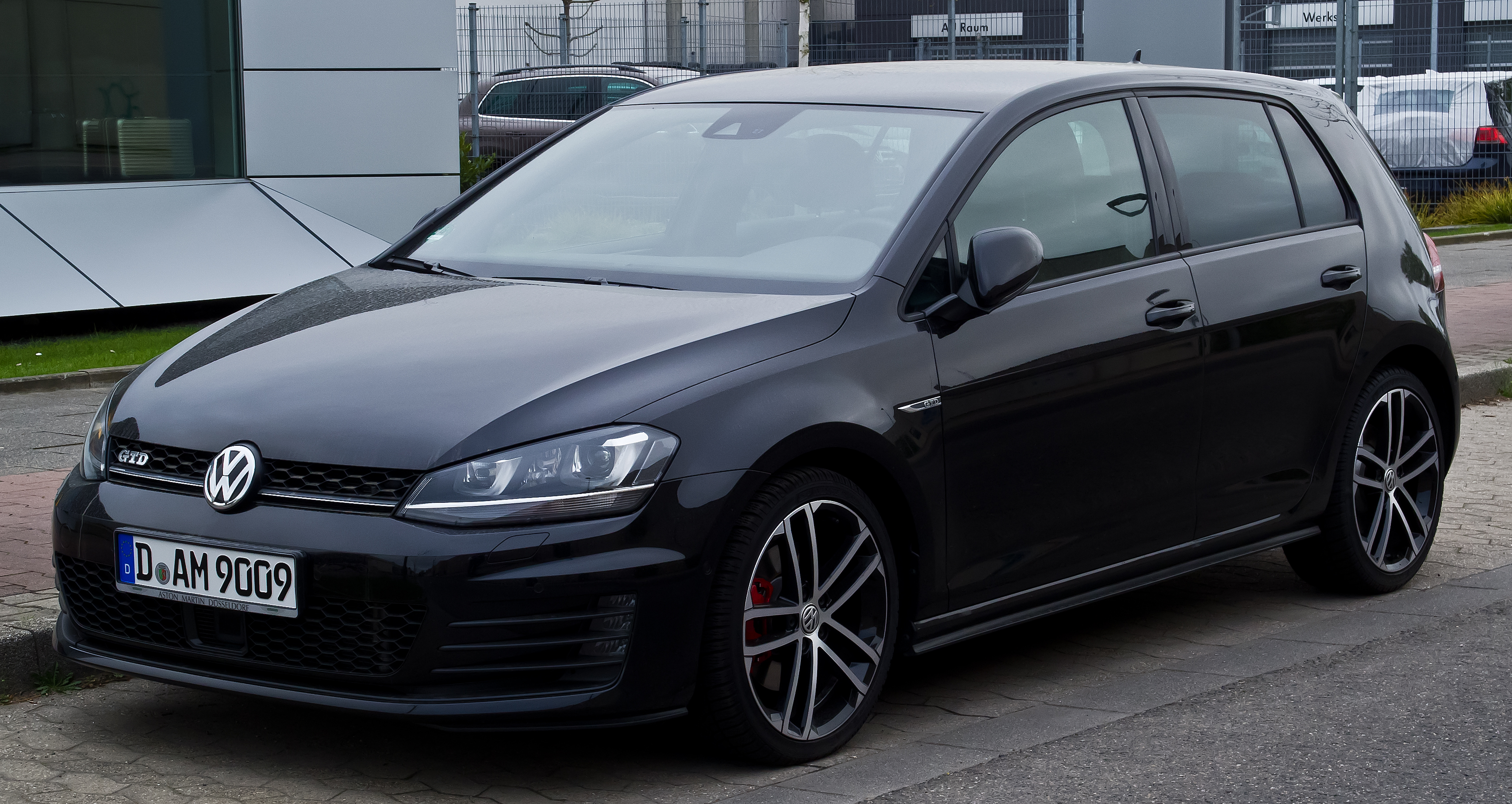
第七代Golf GTD
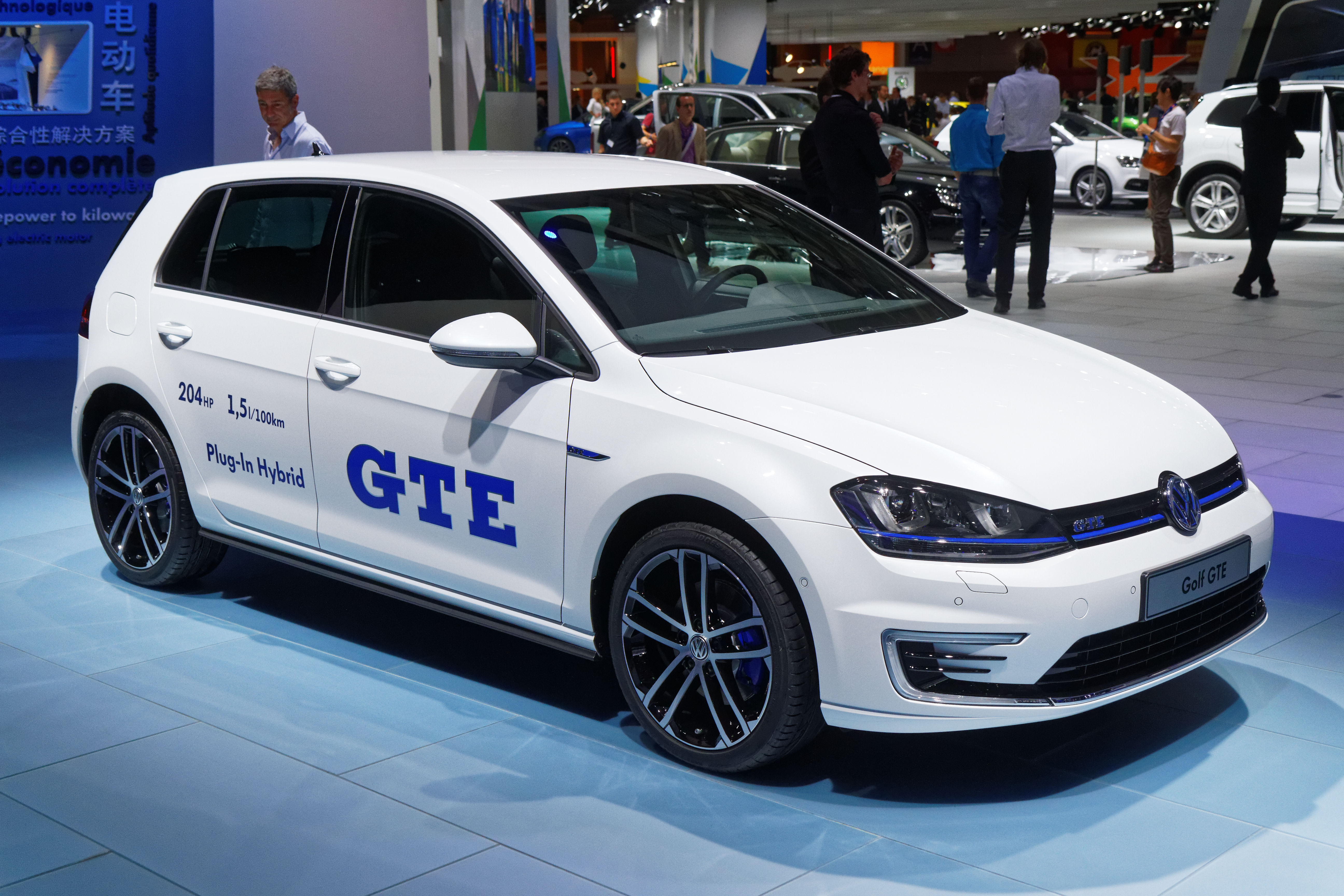
第七代Golf GTE
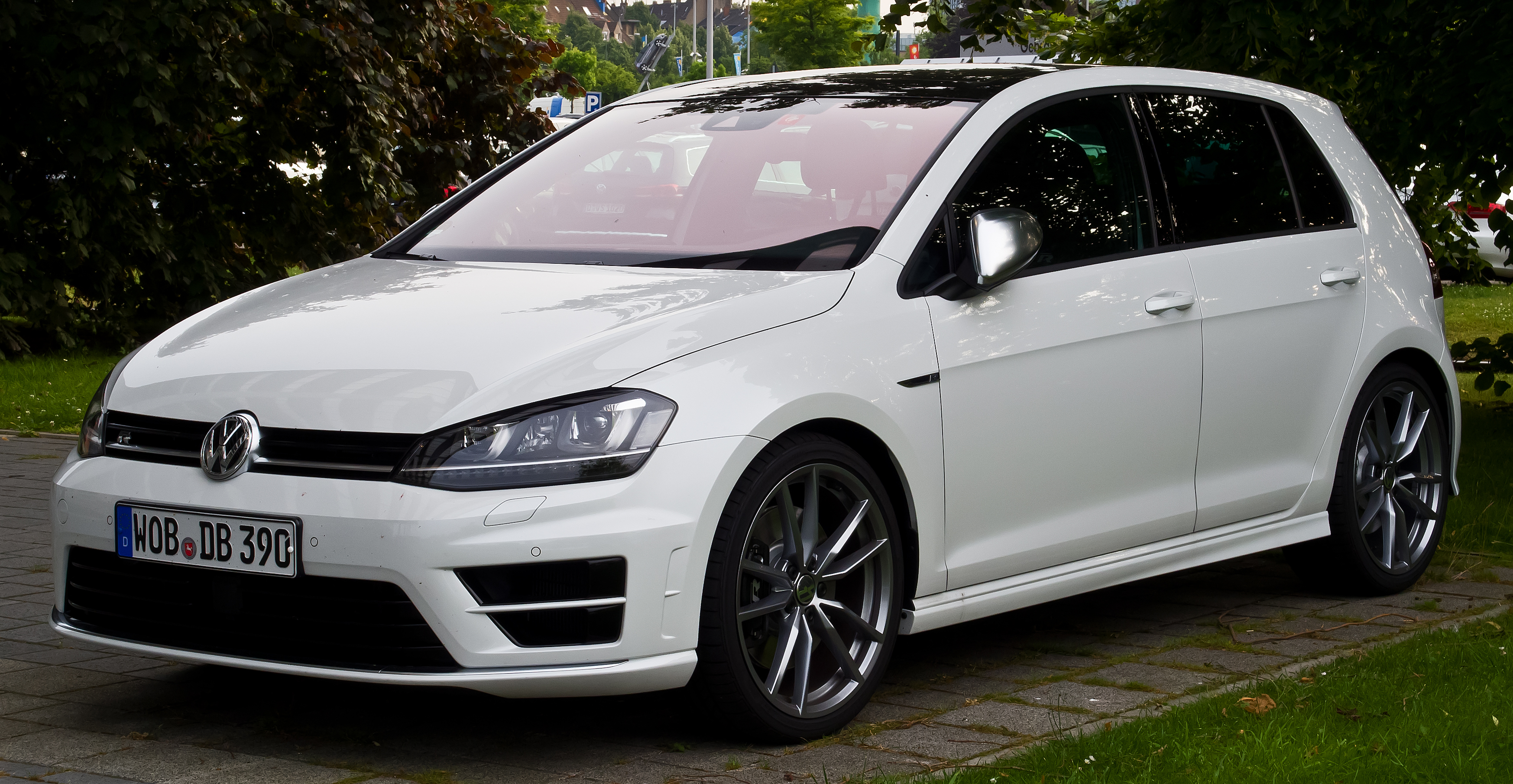
第七代Golf R
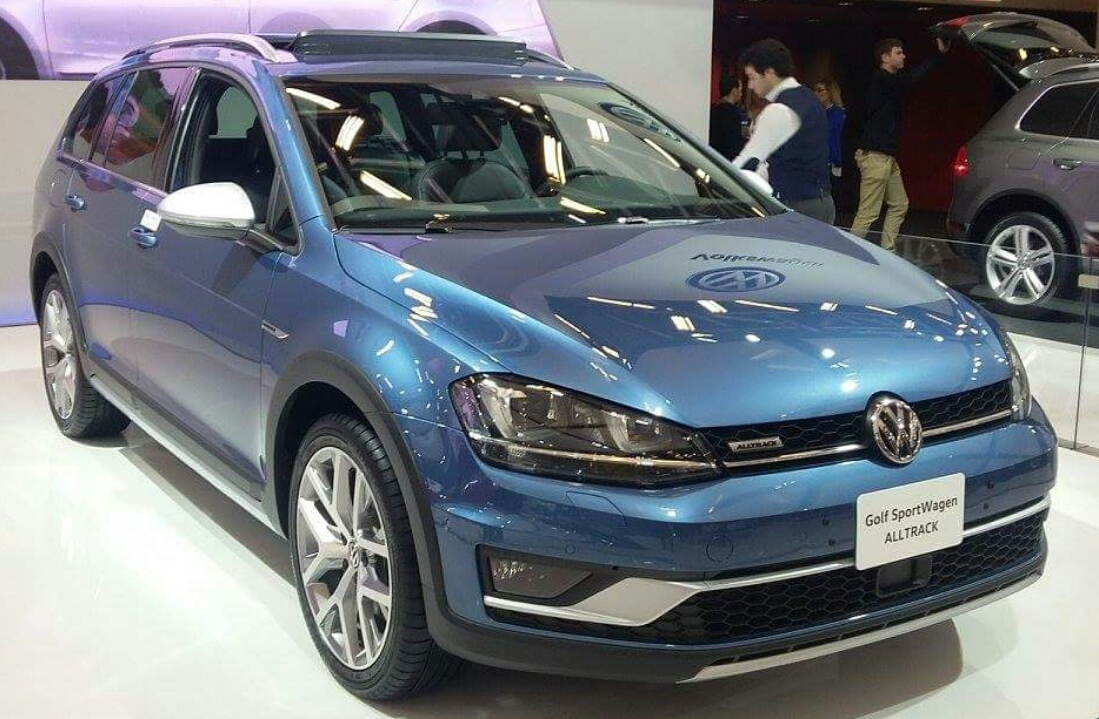
第七代Golf Alltrack
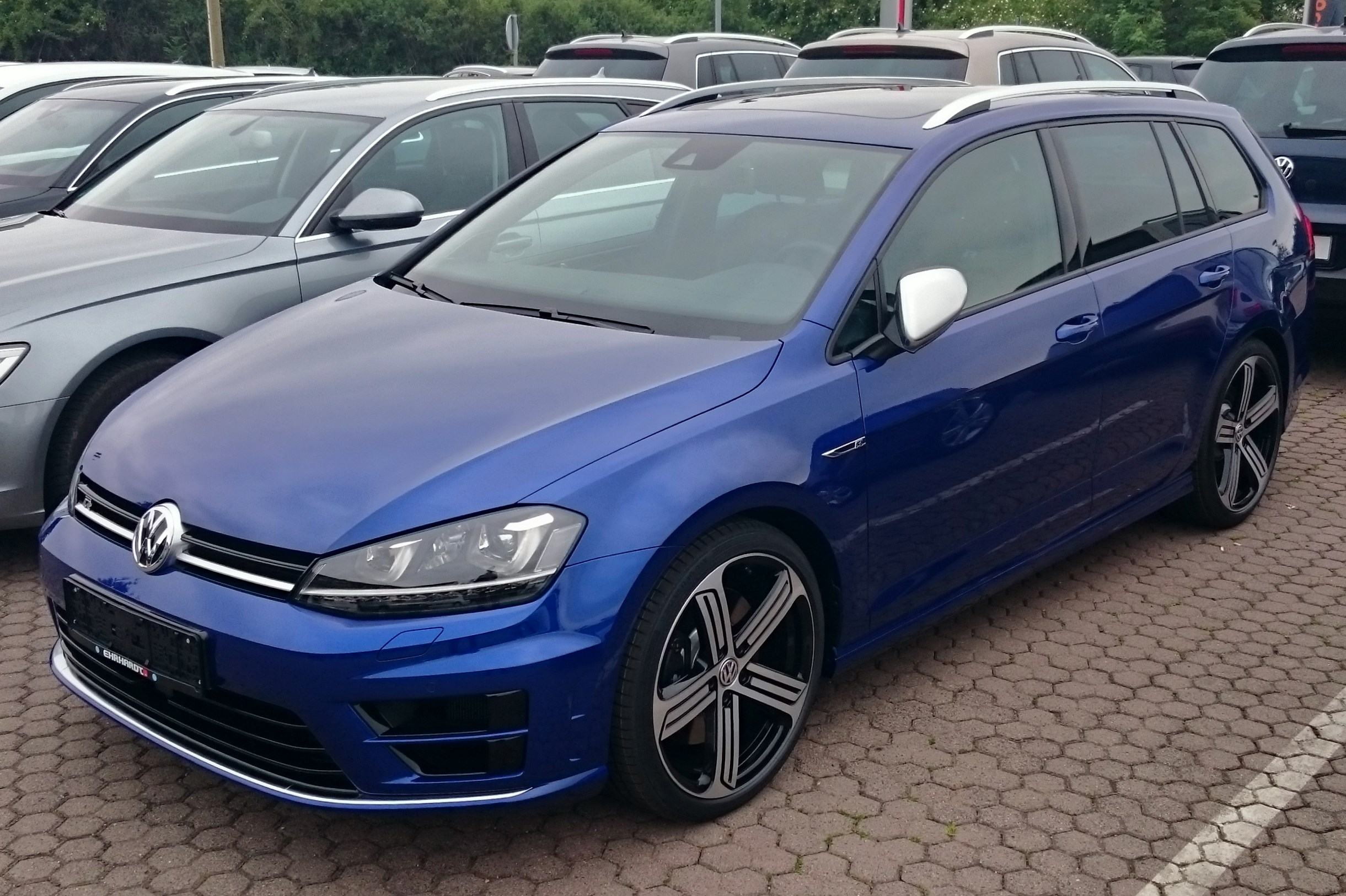
第七代Golf R Variant
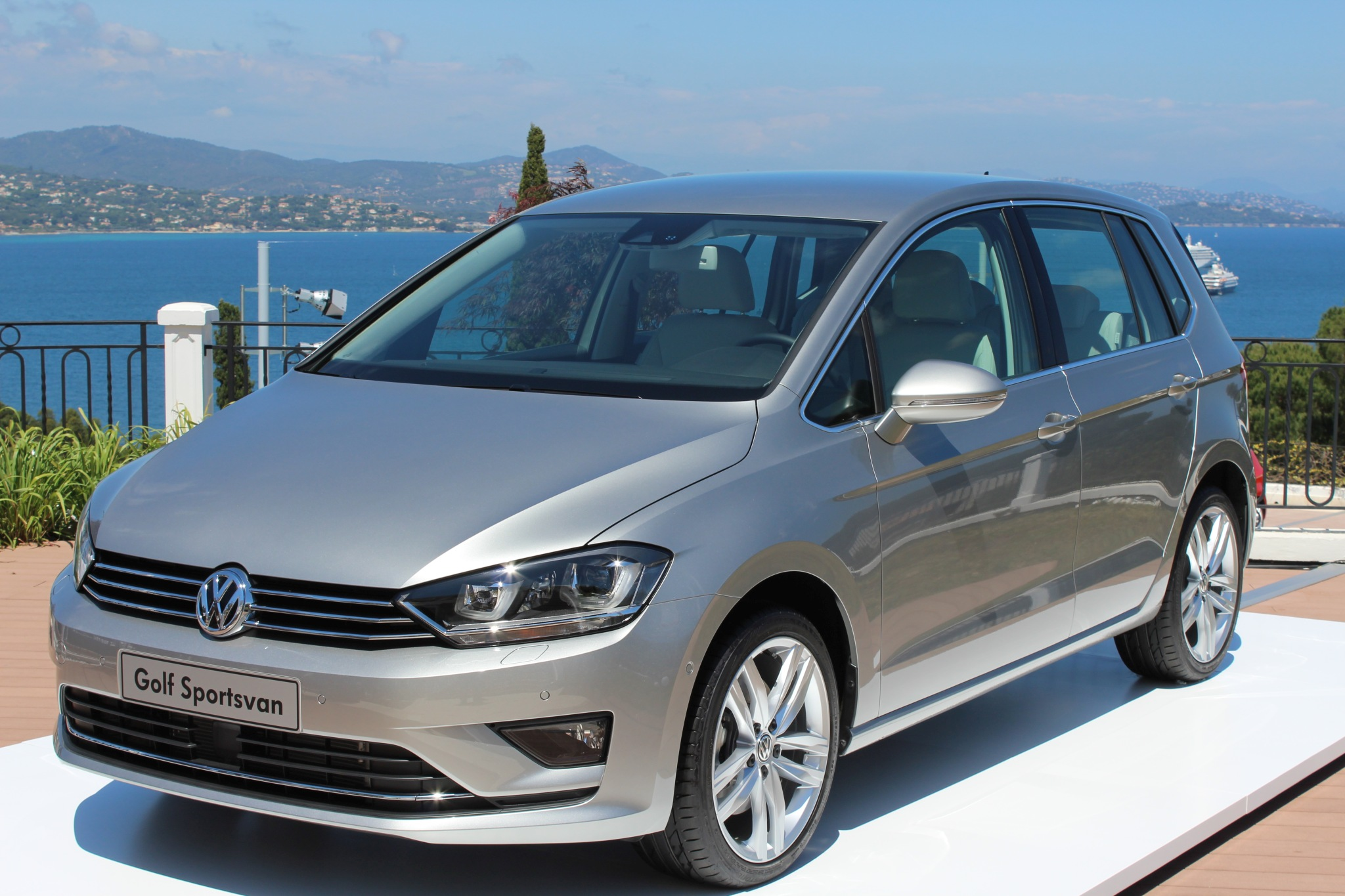
第七代Golf Sportsvan

## 第8代 (Mk8/MQB, 2019-)

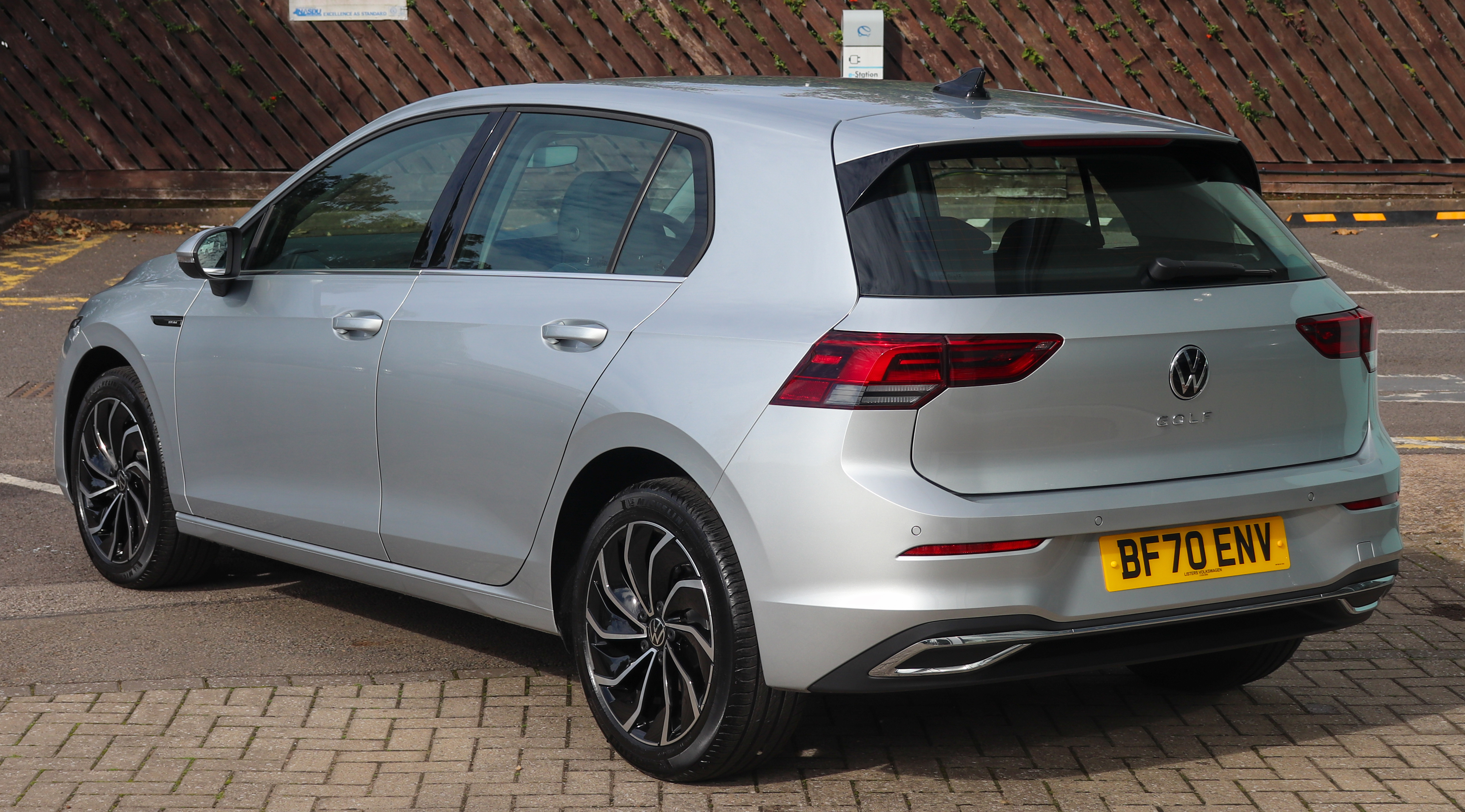
車尾
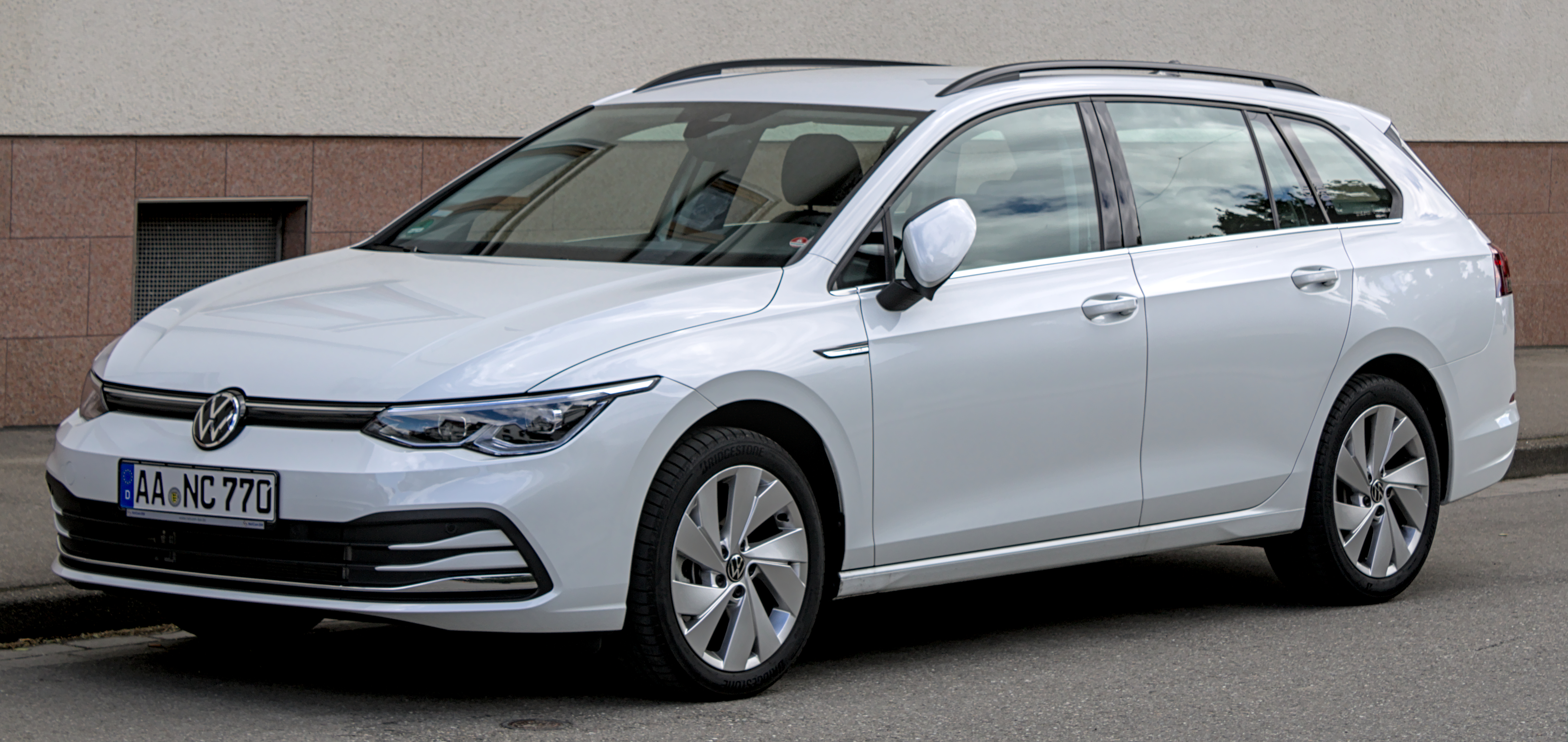
Golf Variant
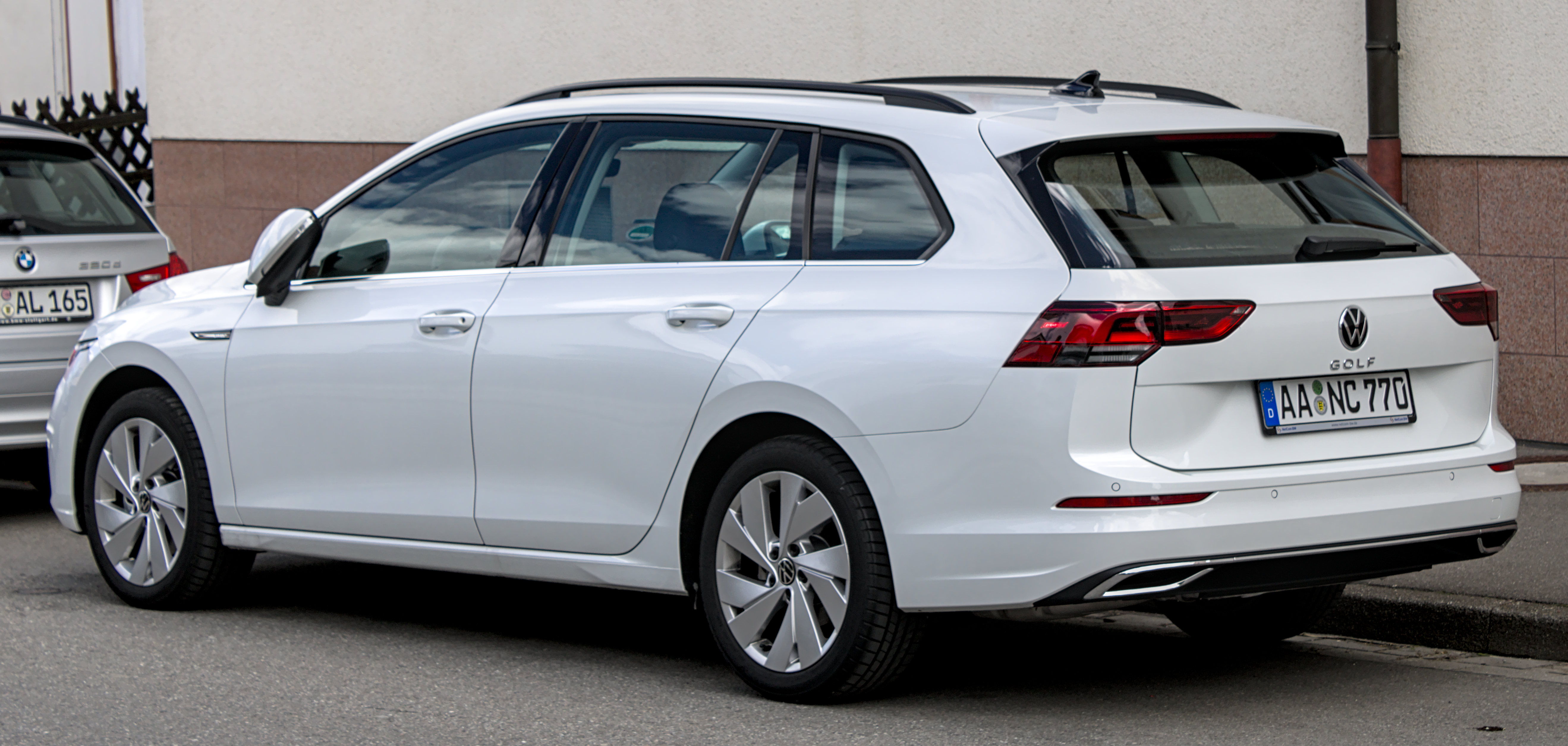
Golf Variant
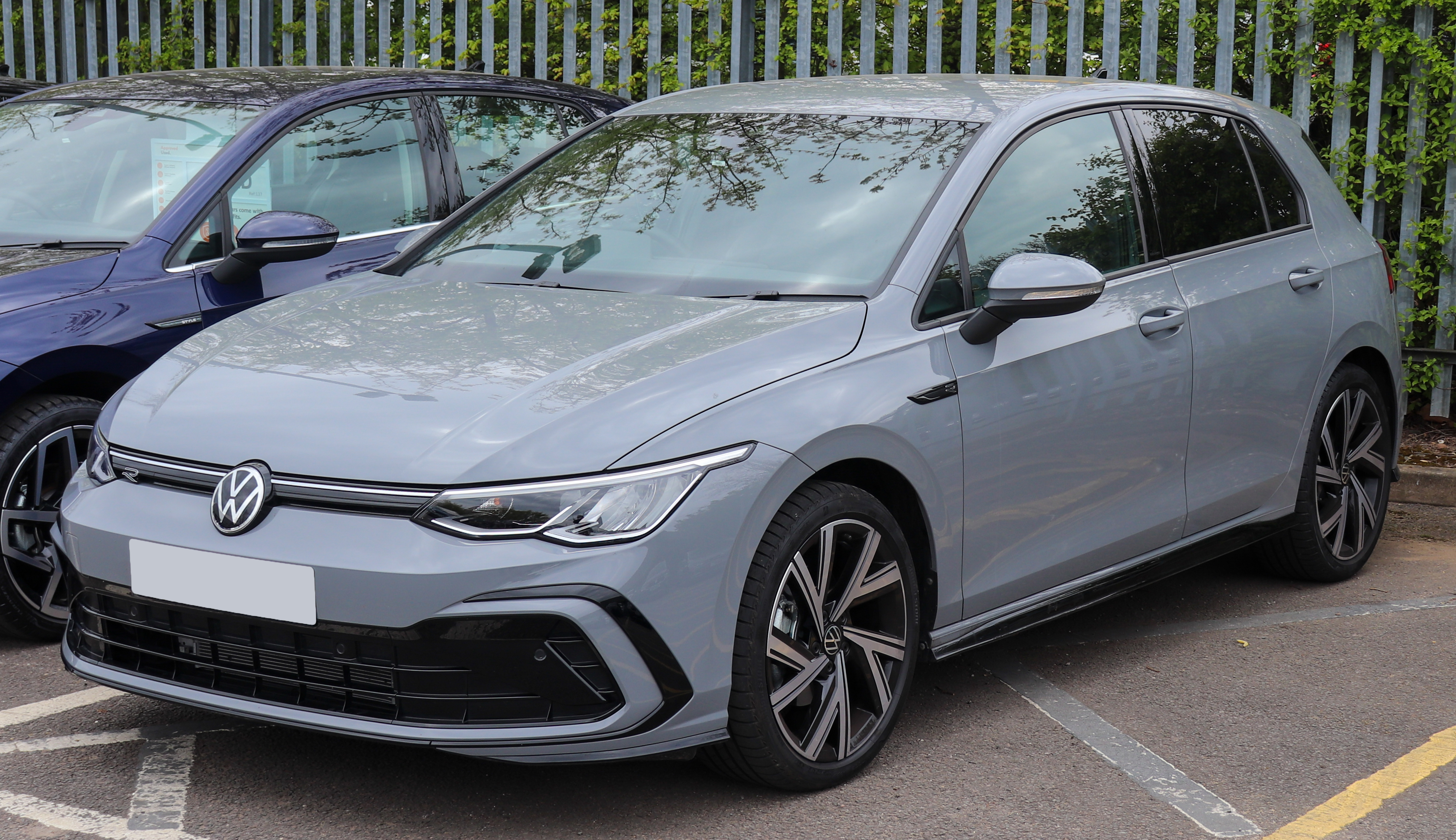
Golf R-Line
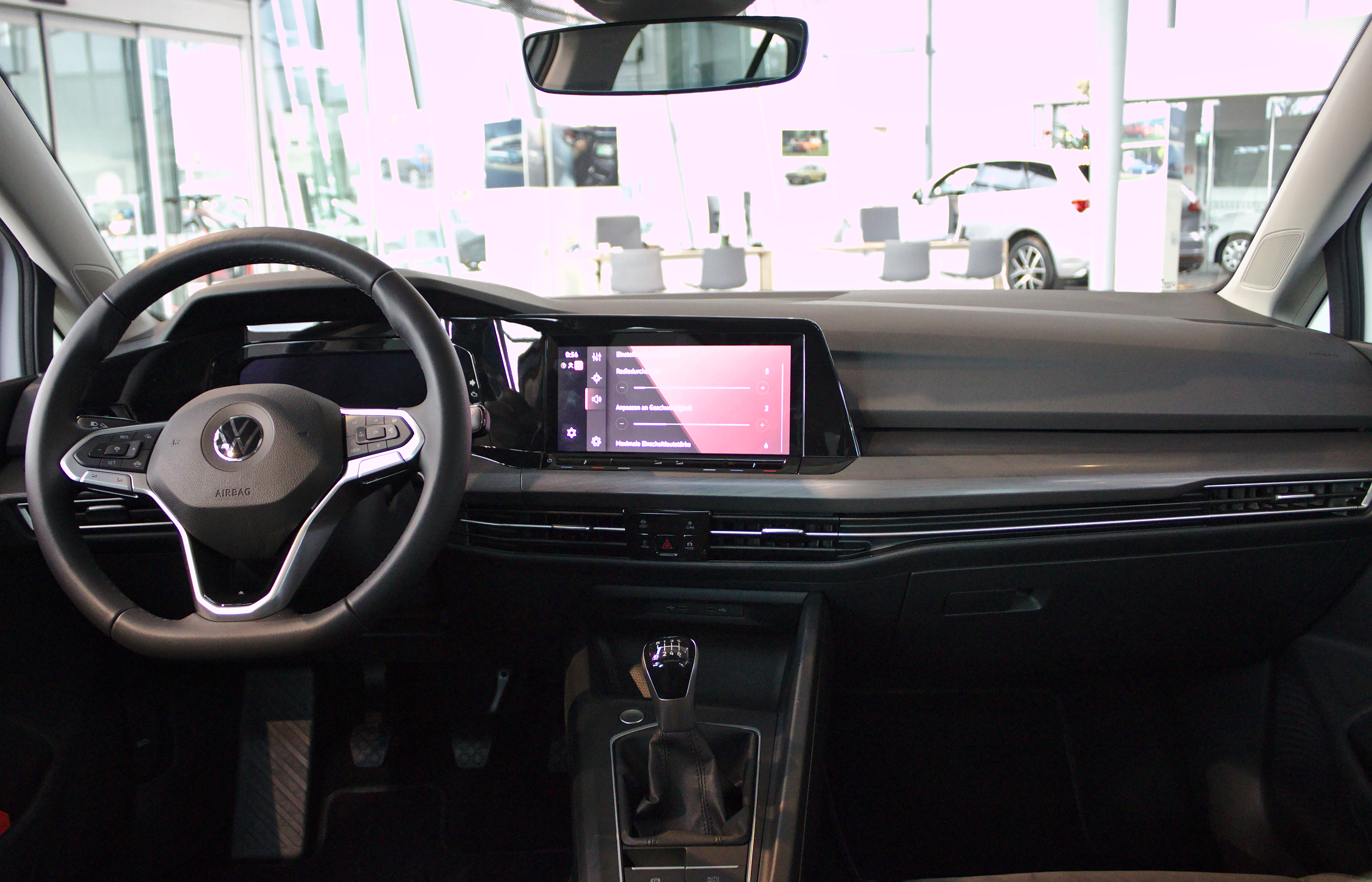
內裝

## 電動車版本

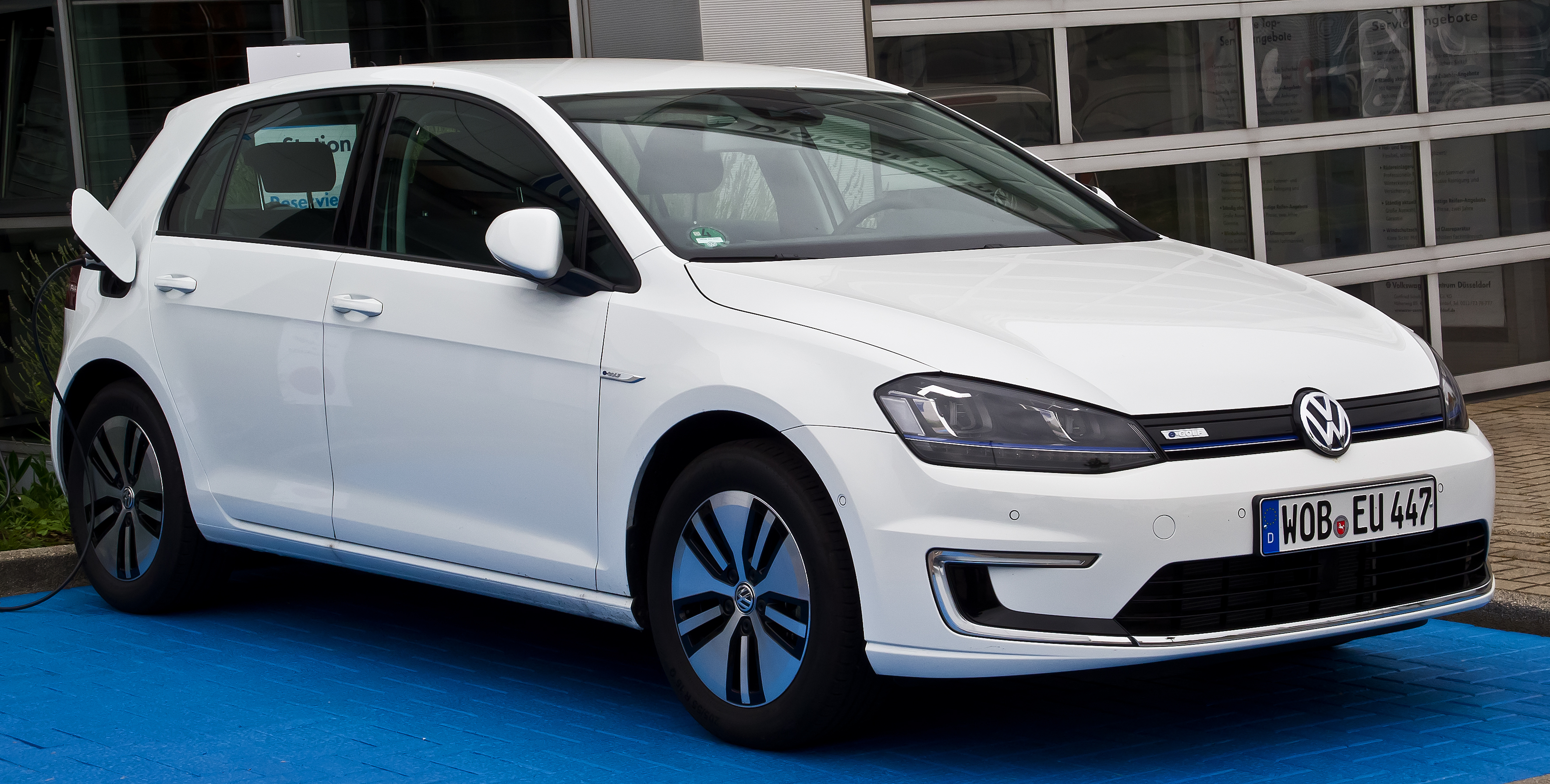
電動版本

福斯總裁Martin Winterkorn宣佈源自Mk5的Golf雙動力車輛，使用2.0公升122hp渦輪柴油引擎和82hp電力馬達與鋰離子電池。純粹使用電池可行駛約50公里。兩個動力同時使用時是174hp。
福斯與8個德國合作夥伴發展這個雙動力車輛，計劃在2010年生產20輛測試。安裝在Mk6的量產版本預計採用1.5公升的渦輪柴油引擎和電力馬達，時間是2015年。

## Golf系列廣告曲
- Close To You（1970年木匠兄妹原唱）

## 可靠性
2013年11月14日，中华人民共和国国家质量监督检验检疫总局发布公告，由于中國製造品質存在安全隐患，从当年11月25日起对于中國製造一汽-大众汽车有限公司2009年8月8日至2013年7月19日生产的部分高尔夫1.6L/1.4T车型实行召回。